# Estados Unidos nos Jogos Pan-Americanos de 2015
Os Estados Unidos competiram nos Jogos Pan-Americanos de 2015 em Toronto de 10 a 26 de julho de 2015, em 34 esportes. Em 6 de julho de 2015, Kim Rhode foi nomeada a porta-bandeira do país na cerimônia de abertura. A equipe do país, composta por 720 atletas, representou o país nos jogos. Os Estados Unidos não competiram apenas nas modalidades de futebol e handebol.

## Medalhistas
| Medalha | Nome | Esporte               | Evento                       | Gênero    | Dia |
| ------- | --- | --------------------- | ---------------------------- | --------- | --- |
| Ouro    | Felicia Stancil | Ciclismo              | BMX                          | Feminino  | 11  |
| Ouro    | Marvin Kimble Steven Legendre Samuel Mikulak Paul Ruggeri Donnell Whittenburg | Ginástica             | Artística (time)             | Masculino | 11  |
| Ouro    | Eva Fabian | Natação               | Maratona 10 km               | Feminino  | 11  |
| Ouro    | Laura Graves Kimberly Herslow Steffen Peters Sabine Schut-Kery | Hipismo               | Time                         | Feminino  | 12  |
| Ouro    | Madison Desch Rachel Gowey Amelia Hundley Emily Schild Megan Skaggs | Ginástica             | Artística (time)             | Feminino  | 12  |
| Ouro    | Marti Malloy | Judô                  | 52 kg                        | Feminino  | 12  |
| Ouro    | Chip Peterson | Natação               | Maratona 10 km               | Masculino | 12  |
| Ouro    | Samuel Mikulak | Ginástica             | Artística (individual)       | Masculino | 13  |
| Ouro    | Molly Bruggeman Emily Huelskamp | Remo                  | Duplas                       | Feminino  | 13  |
| Ouro    | Travis Stevens | Judô                  | 81 kg                        | Masculino | 13  |
| Ouro    | Connor Davis | Tiro esportivo        | Rifle 10m                    | Masculino | 13  |
| Ouro    | Amanda Sobhy | Squash                | Individual                   | Feminino  | 13  |
| Ouro    | Steffen Peters | Hipismo               | Individual                   | Masculino | 14  |
| Ouro    | Marvin Kimble | Ginástica             | Cavalo com alças             | Masculino | 14  |
| Ouro    | Rachel Gowey | Ginástica             | Barras                       | Feminino  | 14  |
| Ouro    | Kayla Harrison | Judô                  | 78 kg                        | Feminino  | 14  |
| Ouro    | Natalie Grainger Amanda Sobhy | Squash                | Duplas                       | Feminino  | 14  |
| Ouro    | Caroline Clark Ashley Grossman Madeline Musselman Kameryn Craig Samantha Hill Kiley Neushul Rachel Fattal Ashleigh Johnson Melissa Seidemann Makenzie Fischer Courtney Mathewson Margaret Steffens Kaleigh Gilchrist | Polo aquático         | Time                         | Feminino  | 14  |
| Ouro    | Kendrick Farris | Levantamento de peso  | 94 kg                        | Masculino | 14  |
| Ouro    | Phillip Chew Sattawat Pongnairat | Badminton             | Duplas                       | Masculino | 15  |
| Ouro    | Eva Lee Paula Lynn Obanana | Badminton             | Duplas                       | Feminino  | 15  |
| Ouro    | Mary Jones | Remo                  | Skiff simples peso leve      | Feminino  | 15  |
| Ouro    | Brad Balsley | Tiro esportivo        | Pistola de fogo rápida 25m   | Masculino | 15  |
| Ouro    | Sean Lehane | Natação               | 200m costas                  | Masculino | 15  |
| Ouro    | Allison Schmitt | Natação               | 200m livres                  | Feminino  | 15  |
| Ouro    | Tony Azevendo Jackson Kimbell Alex Roelse McQuin Baron John Mann Josh Samuels Bret Bonanni Merril Moses Jesse Smith Alex Bowen Alex Obert Nikola Vavic Luca Cupido                                                   | Polo aquático         | Time                         | Masculino | 15  |
| Ouro    | Andy Bisek | Lutas                 | Greco-romana 75 kg           | Masculino | 15  |
| Ouro    | Jon Anderson | Lutas                 | Greco-romana 85 kg           | Masculino | 15  |
| Ouro    | Phillip Chew Jamie Subandhi | Badminton             | Duplas                       | Misto     | 16  |
| Ouro    | Giles Smith | Natação               | 100m borboleta               | Masculino | 16  |
| Ouro    | Kelsi Worrell | Natação               | 100m borboleta               | Feminino  | 16  |
| Ouro    | Caitlin Leverenz | Natação               | 400m medley                  | Feminino  | 16  |
| Ouro    | Courtney Harnish Kiera Janzen Gillian Ryan Allison Schmitt | Natação               | Revezamento 4x200m livres    | Feminino  | 16  |
| Ouro    | Whitney Conder | Lutas                 | Luta livre 53 kg             | Feminino  | 16  |
| Ouro    | Olivia Blatchford Natalie Grainger Amanda Sobhy | Squash                | Time                         | Feminino  | 17  |
| Ouro    | Khatuna Lorig | Tiro com arco         | Individual                   | Feminino  | 18  |
| Ouro    | Casey Eichfeld | Canoagem              | Slalom C-1                   | Masculino | 19  |
| Ouro    | Devin McEwan Casey Eichfeld | Canoagem              | Slalom C-2                   | Feminino  | 19  |
| Ouro    | Michael Smolen | Canoagem              | K-1                          | Masculino | 19  |
| Ouro    | Eli Dershwitz | Esgrima               | Sabre individual             | Masculino | 20  |
| Ouro    | Dagmara Wozniak | Esgrima               | Sabre individual             | Feminino  | 20  |
| Ouro    | Laura Zeng | Ginástica             | Individual geral             | Feminino  | 20  |
| Ouro    | Laura Zeng | Ginástica             | Fita                         | Feminino  | 20  |
| Ouro    | Kiana Eide Alisa Kano Natalie McGiffert Jennifer Rokhman Monica Rokhman Kristen Shaldybin | Ginástica             | 6 maças + 2 arcos            | Feminino  | 20  |
| Ouro    | Cheyenne Lewis | Taekwondo             | 57 kg                        | Feminino  | 20  |
| Ouro    | Queen Harrison | Atletismo             | 100m com barreiras           | Feminino  | 21  |
| Ouro    | Katherine Holmes | Esgrima               | Espada individual            | Feminino  | 21  |
| Ouro    | Lily Zhang Yue Wu Jiaqui Zheng | Tênis de mesa         | Time                         | Feminino  | 21  |
| Ouro    | Paige McPherson | Taekwondo             | 67 kg                        | Feminino  | 21  |
| Ouro    | Jeffery Henderson | Atletismo             | Salto em distância           | Masculino | 22  |
| Ouro    | Kibwe Johnson | Atletismo             | Arremesso de martelo         | Masculino | 22  |
| Ouro    | Shamier Little | Atletismo             | 400m com barreiras           | Feminino  | 22  |
| Ouro    | Kelly Catlin | Ciclismo              | Estrada (contra o relógio)   | Feminino  | 22  |
| Ouro    | Alexander Massialas | Esgrima               | Florete individual           | Masculino | 22  |
| Ouro    | Lee Kiefer | Esgrima               | Florete individual           | Feminino  | 22  |
| Ouro    | Jackie Galloway | Taekwondo             | +67kg                        | Feminino  | 22  |
| Prata   | John Burchfield | Patinação sobre rodas | Livre                        | Masculino | 12  |
| Prata   | Megan Bonny Lauren Doyle Joanne Fa'avesi Melissa Fowler Irene Gardner Kelly Griffin Kathryn Johnson Layla Kelter Hannah Lopez Richelle Stephens Kristen Thomas Kate Zackary                                          | Rugby sevens          | Time                         | Feminino  | 12  |
| Prata   | Jay Shi | Tiro esportivo        | Pistola de ar 10m            | Masculino | 12  |
| Prata   | David Heron | Natação               | Maratona 10 km               | Masculino | 12  |
| Prata   | Kevin McDowell | Triatlo               | Individual                   | Masculino | 12  |
| Prata   | Madison Desch | Ginástica             | Artística (individual)       | Feminino  | 13  |
| Prata   | Erin Jackson | Patinação sobre rodas | 500m                         | Feminino  | 13  |
| Prata   | Lindsay Meyer Nicole Ritchie | Remo                  | Skiff duplo                  | Feminino  | 13  |
| Prata   | Kayle Browning | Tiro esportivo        | Fossa olímpica               | Feminino  | 13  |
| Prata   | Olivia Blatchford | Squash                | Individual                   | Feminino  | 13  |
| Prata   | Laura Graves | Hipismo               | Adestramento individual      | Misto     | 14  |
| Prata   | Donnell Whittenburg | Ginástica             | Argolas                      | Masculino | 14  |
| Prata   | Donnell Whittenburg | Ginástica             | Solo                         | Masculino | 14  |
| Prata   | Colin Ethridge Austin Meyer | Remo                  | Skiff duplo peso leve        | Masculino | 14  |
| Prata   | Kathering McFetridge | Remo                  | Skiff único                  | Feminino  | 14  |
| Prata   | Natalie Coughlin | Natação               | 100m livres                  | Feminino  | 14  |
| Prata   | Kate Mills | Natação               | 200m borboleta               | Feminino  | 14  |
| Prata   | Natalie Coughlin Madison Kennedy Allison Schmitt Amanda Weir | Natação               | Revezamento 4x100            | Feminino  | 14  |
| Prata   | Norik Vardanian | Levantamento de peso  | 94 kg                        | Masculino | 14  |
| Prata   | Donnell Whittenburg | Ginástica             | Salto                        | Masculino | 15  |
| Prata   | Megan Skaggs | Ginástica             | Barra                        | Feminino  | 15  |
| Prata   | Amelia Hundley | Ginástica             | Solo                         | Feminino  | 15  |
| Prata   | Peter Gibson Matthew O'Donoghue Robin Prendes Andrew Weiland | Remo                  | Quatro sem peso leve         | Masculino | 15  |
| Prata   | Victoria Burke Sarah Giancola Lindsay Meyer Nicole Ritchie | Remo                  | Skiff quádruplo              | Feminino  | 15  |
| Prata   | Sandra Uptagrafft | Tiro esportivo        | Pistola 25m                  | Feminino  | 15  |
| Prata   | Carte Griffin | Natação               | 200m costas                  | Masculino | 15  |
| Prata   | Joseph Bentz Michael Klueh Darian Townsend Michael Weiss | Natação               | Revezamento 4x200m           | Masculino | 15  |
| Prata   | Bryce Saddoris | Lutas                 | Greco-romana 66 kg           | Masculino | 15  |
| Prata   | Brady Ellison Zach Garrett Collin Klimitchek | Tiro com arco         | Time                         | Masculino | 17  |
| Prata   | Brady Ellison | Tiro com arco         | Individual                   | Masculino | 18  |
| Prata   | Colleen Hickey | Canoagem              | C-1 slalom                   | Feminino  | 19  |
| Prata   | Moriah Jefferson Shafori Walker Taya Reimer Tiffany Mitchell Breanna Stewart Sophie Brunner Linnae Harper Courtney Williams Alaina Coates Kelsey Plum Stephanie Mavunga Caroline Coyer                               | Basquetebol           | Time                         | Feminino  | 20  |
| Prata   | Aron Rono | Atletismo             | 10 km                        | Masculino | 21  |
| Prata   | Tenaya Jones | Atletismo             | 100m com barreiras           | Feminino  | 21  |
| Prata   | Kara Winger | Atletismo             | Lançamento de dardo          | Feminino  | 21  |
| Prata   | Amber Campbell | Atletismo             | Arremesso de martelo         | Feminino  | 21  |
| Prata   | Marquise Goodwin | Atletismo             | Salto em distância           | Masculino | 22  |
| Prata   | Alysia Montaño | Atletismo             | 800m                         | Feminino  | 22  |
| Prata   | Jillian Camarena-Williams | Atletismo             | Arremesso de peso            | Feminino  | 22  |
| Prata   | Gerek Meinhardt | Esgrima               | Espada                       | Masculino | 22  |
| Prata   | Daniel Powers | Esqui aquático        | Wakeboard                    | Masculino | 22  |
| Prata   | Regina Jaquess | Esqui aquático        | Geral                        | Feminino  | 22  |
| Bronze  | Nicholas Long | Ciclismo              | BMX                          | Masculino | 11  |
| Bronze  | Angelica Delgado | Judô                  | 52 kg                        | Feminino  | 11  |
| Bronze  | Mariya Koroleva Alison Williams | Natação               | Nado sincronizado (duplas)   | Feminino  | 11  |
| Bronze  | Anita Alvarez Claire Barton Mary Killman Mariya Koroleva Sandra Ortellado Sarah Rodriguez Karensa Tjoa Alison Williams                                                                                               | Natação               | Nado sincronizado (time)     | Feminino  | 11  |
| Bronze  | Stephen Ettinger | Ciclismo              | Cross-country                | Masculino | 12  |
| Bronze  | Erin Huck | Ciclismo              | Cross-country                | Feminino  | 12  |
| Bronze  | Nate Augspurger Perry Baker Garrett Bender Patrick Blair Will Holder Madison Huges Martin Iosefo Carlin Isles Ben Leatigaga Mike Te'o Brett Thompson Stephen Tomasin                                                 | Rugby sevens          | Time                         | Masculino | 12  |
| Bronze  | Cory Bowersox Zachary Nees | Saltos ornamentais    | Trampolim de 3m sincronizado | Masculino | 13  |
| Bronze  | Deidre Freeman Maren Taylor | Saltos ornamentais    | Trampolim de 3m              | Feminino  | 13  |
| Bronze  | Jacob Larsen | Judô                  | 90 kg                        | Masculino | 13  |
| Bronze  | Darian O'Neil | Patinação sobre rodas | 10 km corrida por pontos     | Feminino  | 13  |
| Bronze  | Bryant Wallizer | Tiro esportivo        | Rifle de ar 10m              | Masculino | 13  |
| Bronze  | Kimberly Bowers | Tiro esportivo        | Fossa olímpica               | Feminino  | 13  |
| Bronze  | Chris Gordon Chris Hanson | Squash                | Duplas                       | Masculino | 13  |
| Bronze  | Howard Shu | Badminton             | Individual                   | Masculino | 14  |
| Bronze  | Jamie Subandhi | Badminton             | Individual                   | Feminino  | 14  |
| Bronze  | Iris Wang | Badminton             | Individual                   | Feminino  | 14  |
| Bronze  | Samuel Mikulak | Ginástica             | Solo                         | Masculino | 14  |
| Bronze  | Amelia Hundley | Ginástica             | Barras                       | Feminino  | 14  |
| Bronze  | Nina Cutro-Kelly | Judô                  | 78 kg                        | Feminino  | 14  |
| Bronze  | Victoria Burke Sarah Giancola | Remo                  | Skiff duplo peso leve        | Feminino  | 14  |
| Bronze  | Cullen Jones Josh Schneider Darian Townsend Michael Weiss | Natação               | 4x100 livre revezamento      | Masculino | 14  |
| Bronze  | Samuel Mikulak | Ginástica             | Barras paralelas             | Masculino | 15  |
| Bronze  | Paul Ruggeri | Ginástica             | Barra horizontal             | Masculino | 15  |
| Bronze  | Taylor Brown David Eick Nareg Guregian Brendan Harrington Keane Johnson Matthew Mahon Sam Ojserkis Kyle Peabody Erick Winstead                                                                                       | Remo                  | Oito integrantes             | Masculino | 15  |
| Bronze  | Michael Weiss | Natação               | 200m livres                  | Masculino | 15  |
| Bronze  | Clara Smiddy | Natação               | 200m costas                  | Feminino  | 15  |
| Bronze  | Annie Lazor | Natação               | 200m peito                   | Feminino  | 15  |
| Bronze  | Dennis Novikov | Tênis                 | Individual                   | Masculino | 15  |
| Bronze  | Chris Gordon Chris Hanson Todd Harrity | Squash                | Time                         | Masculino | 16  |
| Bronze  | Max Williamson | Natação               | 400m medley                  | Masculino | 16  |
| Bronze  | Robby Smith | Lutas                 | Greco-romana 130 kg          | Masculino | 16  |
| Bronze  | Alyssa Lampe | Lutas                 | Livre 48 kg                  | Feminino  | 16  |
| Bronze  | Ariel Gibilaro Khatuna Lorig La Nola Pritchard | Tiro com arco         | Time                         | Feminino  | 17  |
| Bronze  | Lindsay Flanagan | Atletismo             | Maratona                     | Feminino  | 17  |
| Bronze  | Ashley Nee | Canoagem              | Slalom K-1                   | Feminino  | 17  |
| Bronze  | Cory Leslie | Atletismo             | 3000m com obstáculos         | Masculino | 21  |
| Bronze  | Mark Hollis | Atletismo             | Salto com vara               | Masculino | 21  |
| Bronze  | Jacob Blankenship | Atletismo             | Salto com vara               | Masculino | 21  |
| Bronze  | Kellyn Taylor | Atletismo             | 5000m                        | Feminino  | 21  |
| Bronze  | Jason Pryor | Esgrima               | Espada individual            | Masculino | 21  |
| Bronze  | Steven Lopez | Taekwondo             | 80 kg                        | Masculino | 21  |
| Bronze  | Conor McCullough | Atletismo             | Lançamento de martelo        | Masculino | 22  |
| Bronze  | Barbara Pierre | Atletismo             | 100m                         | Feminino  | 22  |
| Bronze  | Nicole Ross | Esgrima               | Espada                       | Feminino  | 22  |
| Bronze  | Philip Yun | Taekwondo             | 80 kg                        | Masculino | 22  |

## Atletismo
Masculino
Pista e estrada
| Atleta                                                                    | Evento                    | Classificatória | Classificatória | Semifinais | Semifinais | Final         | Final             |
| Atleta                                                                    | Evento                    | Tempo           | Pos.            | Tempo      | Pos.       | Tempo         | Pos.              |
| ------------------------------------------------------------------------- | ------------------------- | --------------- | --------------- | ---------- | ---------- | ------------- | ----------------- |
| BeeJay Lee                                                                | 100 metros                | 9.99            | 1 Q             | 10.15      | 4 q        | 10.17         | 6º                |
| Remontay McClain                                                          | 100 metros                | 9.99            | 2 Q             | 10.11      | 2 Q        | 10.15         | 5º                |
| BeeJay Lee                                                                | 200 metros                | 20.34           | 3 Q             | 20.23      | 5 q        | 20.74         | 8º                |
| Wallace Spearmon                                                          | 200 metros                | 20.49           | 2 Q             | 20.03      | 2 Q        | 20.11         | 5                 |
| Marcus Chambers                                                           | 400 metros                | —               | —               | 46.91      | 7          | Não avançou   | Não avançou       |
| Kyle Clemons                                                              | 400 metros                | —               | —               | 45.75      | 2 Q        | 44.84         | Medalha de bronze |
| Ryan Martin                                                               | 800 metros                | —               | —               | 1:48.99    | 1 Q        | 1:47.73       | Medalha de bronze |
| Clayton Murphy                                                            | 800 metros                | —               | —               | 1:48.88    | 1 Q        | 1:47.19       | Medalha de ouro   |
| Kyle Merber                                                               | 1500 metros               | —               | —               | —          | —          | 3:43.60       | 7                 |
| Andrew Wheating                                                           | 1500 metros               | —               | —               | —          | —          | 3:41.41       | Medalha de ouro   |
| Garrett Heath                                                             | 5000 metros               | —               | —               | —          | —          | 13:47.17      | 4                 |
| David Torrence                                                            | 5000 metros               | —               | —               | —          | —          | 13:46.60      | Medalha de prata  |
| Shadrack Kipchirchir                                                      | 10000 metros              | —               | —               | —          | —          | 29:01.55      | 4                 |
| Aron Rono                                                                 | 10000 metros              | —               | —               | —          | —          | 28:50.83      | Medalha de prata  |
| David Oliver                                                              | 110 metros com barreiras  | —               | —               | 13.15      | 1 Q        | 13.07         | Medalha de ouro   |
| Ray Stewart                                                               | 110 metros com barreiras  | —               | —               | 13.62      | 4          | Não avançou   | Não avançou       |
| Jeshua Anderson                                                           | 400 metros com barreiras  | —               | —               | 49.73      | 1 Q        | 48.95         | 5                 |
| Kerron Clement                                                            | 400 metros com barreiras  | —               | —               | 50.63      | 1 Q        | 48.72         | 4                 |
| Donald Cowart                                                             | 3000 metros com barreiras | —               | —               | —          | —          | 8:49.00       | 4                 |
| Cory Leslie                                                               | 3000 metros com barreiras | —               | —               | —          | —          | 8:36.83       | Medalha de bronze |
| BeeJay Lee Remontay McClain Sean McLean* Wallace Spearmon Kendal Williams | 4×100 metros revezamento  | —               | —               | 38.29      | 2 Q        | 38.27         | Medalha de ouro   |
| Jeshua Anderson* Marcus Chambers Kerron Clement Kyle Clemons James Harris | 4×400 metros revezamento  | —               | —               | 3:02.99    | 1 Q        | 3:00.21       | Medalha de prata  |
| Craig Leon                                                                | Maratona                  | —               | —               | —          | —          | 2:19:26       | 5                 |
| Tim Young                                                                 | Maratona                  | —               | —               | —          | —          | 2:29:34       | 6                 |
| John Nunn                                                                 | 50 km contra o relógio    | —               | —               | —          | —          | Não finalizou | Não finalizou     |

Eventos de campo
| Athlete           | Event                 | Qualification | Qualification | Final    | Final             |
| Athlete           | Event                 | Distance      | Rank          | Distance | Rank              |
| ----------------- | --------------------- | ------------- | ------------- | -------- | ----------------- |
| Marquise Goodwin  | Salto em distância    | 8.05          | 1 Q           | 8.27     | Medalha de prata  |
| Jeff Henderson    | Salto em distância    | 8.18          | 1 Q           | 8.54     | Medalha de ouro   |
| Alphonso Jordan   | Salto triplo          | —             | —             | 15.99    | 12                |
| Jeron Robinson    | Salto em altura       | —             | —             | 2.28     | 4                 |
| Jesse Williams    | Salto em altura       | —             | —             | 2.28     | 4                 |
| Jacob Blankenship | Salto com vara        | —             | —             | 5.40     | Medalha de bronze |
| Mark Hollis       | Salto com vara        | —             | —             | 5.40     | Medalha de bronze |
| Darrell Hill      | Arremesso de peso     | —             | —             | 20.10    | 4                 |
| Jonathan Jones    | Arremesso de peso     | —             | —             | 19.88    | 5                 |
| Jared Schuurmans  | Lançamento de discos  | —             | —             | 62.32    | 4                 |
| Russell Winger    | Lançamento de discos  | —             | —             | 62.64    | Medalha de bronze |
| Riley Dolezal     | Lançamento de dardos  | —             | —             | 81.62    | Medalha de prata  |
| Sean Furey        | Lançamento de dardos  | —             | —             | 77.41    | 5                 |
| Kibwe Johnson     | Lançamento de martelo | —             | —             | 75.46    | Medalha de ouro   |
| Conor McCullough  | Lançamento de martelo | —             | —             | 73.74    | Medalha de bronze |

Decatlo
| Atleta          | Evento    | 100m  | SD   | AP    | SA   | 400m  | 110m B | AD    | SV   | AM    | 1500m   | Final | Pos. |
| --------------- | --------- | ----- | ---- | ----- | ---- | ----- | ------ | ----- | ---- | ----- | ------- | ----- | ---- |
| Austin Bahner   | Resultado | 10.87 | 7.27 | 12.47 | 1.85 | 50.36 | 15.74  | 42.35 | 4.60 | 54.67 | 4:43.53 | 7451  | 8    |
| Austin Bahner   | Pontos    | 890   | 878  | 635   | 670  | 798   | 762    | 712   | 790  | 658   | 658     | 7451  | 8    |
| Derek Masterson | Resultado | 11.43 | 6.49 | 14.58 | 1.88 | 52.32 | 15.20  | 47.50 | 4.80 | 55.30 | 4:45.81 | 7436  | 9    |
| Derek Masterson | Pontos    | 767   | 695  | 764   | 696  | 711   | 825    | 818   | 849  | 667   | 644     | 7436  | 9    |

Feminino
Pista e estrada
| Athlete                                                                       | Event                    | Qualificação | Qualificação | Semifinais | Semifinais | Final       | Final             |
| Athlete                                                                       | Event                    | Tempo        | Pos.         | Tempo      | Pos.       | Tempo       | Pos.              |
| ----------------------------------------------------------------------------- | ------------------------ | ------------ | ------------ | ---------- | ---------- | ----------- | ----------------- |
| Morolake Aknosun                                                              | 100 metros               | 11.12        | 3 Q          | 11.29      | 7          | Não avançou | Não avançou       |
| Barbara Pierre                                                                | 100 metros               | 10.92        | 1 Q          | 10.96      | 1 Q        | 11.01       | Medalha de bronze |
| Kyra Jefferson                                                                | 200 metros               | 23.00        | 2 Q          | 22.65      | 3 Q        | 22.72       | Medalha de prata  |
| Kaylin Whitney                                                                | 200 metros               | 22.88        | 3 Q          | 22.68      | 1 Q        | 22.65       | Medalha de ouro   |
| Kendall Baisden                                                               | 400 metros               | —            | —            | 51.81      | 1 Q        | 51.27       | Medalha de ouro   |
| Shakima Wimbley                                                               | 400 metros               | —            | —            | 52.28      | 1 Q        | 51.36       | Medalha de prata  |
| Alysia Montaño                                                                | 800 metros               | —            | —            | 2:02.95    | 2 Q        | 1:59.76     | Medalha de prata  |
| Phoebe Wright                                                                 | 800 metros               | —            | —            | 2:04.88    | 3 Q        | 2:04.17     | 7                 |
| Cory McGee                                                                    | 1500 metros              | —            | —            | —          | —          | 4:11.12     | 4                 |
| Kellyn Taylor                                                                 | 5000 metros              | —            | —            | —          | —          | 15:52.78    | Medalha de bronze |
| Alisha Williams                                                               | 5000 metros              | —            | —            | —          | —          | 16:01.59    | 5                 |
| Liz Costello                                                                  | 10000 metros             | —            | —            | —          | —          | 32:53.52    | 4                 |
| Desiree Linden                                                                | 10000 metros             | —            | —            | —          | —          | 32:43.99    | Medalha de prata  |
| Queen Harrison                                                                | 100 metros com barreiras | —            | —            | 12.72      | 1 Q        | 12.52       | Medalha de ouro   |
| Tenaya Jones                                                                  | 100 metros com barreiras | —            | —            | 12.81      | 1 Q        | 12.84       | Medalha de prata  |
| Kori Carter                                                                   | 400 metros               | —            | —            | NI         | NI         | Não avançou | Não avançou       |
| Shamier Little                                                                | 400 metros               | —            | —            | 56.08      | 1 Q        | 55.50       | Medalha de ouro   |
| Ashley Higginson                                                              | 3000 m com obstáculos    | —            | —            | —          | —          | 9:48.12     | Medalha de ouro   |
| Shalaya Kipp                                                                  | 3000 m com obstáculos    | —            | —            | —          | —          | 9:49.96     | Medalha de prata  |
| Morolake Akinosun Lakeisha Lawson Barbara Pierre Kaylin Whitney               | 4×100 metros revezamento | —            | —            | 43.07      | 1 Q        | 42.58       | Medalha de ouro   |
| Kendall Baisden Kyra Jefferson Shamier Little Alysia Montaño* Shakima Wimbley | 4×400 metros revezamento | —            | —            | 3:26.40    | 1 Q        | 3:25.68     | Medalha de ouro   |
| Sarah Cummings                                                                | Maratona                 | —            | —            | —          | —          | NF          | NF                |
| Lindsay Flanagan                                                              | Maratona                 | —            | —            | —          | —          | 2:36:30     | Medalha de bronze |
| Miranda Melville                                                              | 20 quilômetros           | —            | —            | —          | —          | 1:37:45     | 10                |
| Maria Michta                                                                  | 20 quilômetros           | —            | —            | —          | —          | 1:33:07     | 7                 |

Eventos de campo
| Atleta                    | Evento               | Qualificação | Qualificação | Final     | Final             |
| Atleta                    | Evento               | Distancia    | Pos          | Distancia | Pos               |
| ------------------------- | -------------------- | ------------ | ------------ | --------- | ----------------- |
| Quanesha Burks            | Salto em distância   | —            | —            | 6.47      | 8                 |
| Sha'Keela Saunders        | Salto em distância   | —            | —            | 6.66      | Medalha de bronze |
| Christina Epps            | Salto triplo         | —            | —            | 16.85     | 7                 |
| April Sinkler             | Salto triplo         | —            | —            | 13.16     | 13                |
| Elizabeth Patterson       | Salto em altura      | —            | —            | 1.80      | 11                |
| Maya Pressley             | Salto em altura      | —            | —            | 1.88      | 4                 |
| Demi Payne                | Salto com vara       | —            | —            | 4.50      | 4                 |
| Jennifer Suhr             | Salto com vara       | —            | —            | 4.60      | Medalha de bronze |
| Jillian Camarena-Williams | Arremesso de peso    | —            | —            | 18.65     | Medalha de prata  |
| Jeneva Stevens            | Arremesso de peso    | —            | —            | 17.63     | 6                 |
| Kelsey Card               | Arremesso de disco   | —            | —            | 57.00     | 7                 |
| Gia Lewis-Smallwood       | Arremesso de disco   | —            | —            | 61.26     | Medalha de bronze |
| Hannah Carson             | Arremesso de dardos  | —            | —            | 51.93     | 8                 |
| Kara Winger               | Arremesso de dardos  | —            | —            | 61.44     | Medalha de prata  |
| Amber Campbell            | Arremesso de martelo | —            | —            | 71.22     | Medalha de prata  |
| DeAnna Price              | Arremesso de martelo | —            | —            | 68.84     | 4                 |

Heptatlo
| Atleta         | Evento    | 100m H | SA   | AP    | 200m  | SD   | AD    | 800m    | Final | Pos.             |
| -------------- | --------- | ------ | ---- | ----- | ----- | ---- | ----- | ------- | ----- | ---------------- |
| Breanna Leslie | Resultado | 13.73  | 1.68 | 11.85 | 24.58 | 6.28 | 40.84 | 2:13.25 | 5844  | 6                |
| Breanna Leslie | Pontos    | 1017   | 830  | 651   | 926   | 937  | 683   | 918     | 5844  | 6                |
| Heather Miller | Resultado | 13.66  | 1.80 | 12.34 | 24.30 | 5.90 | 40.31 | 2:12.57 | 6178  | Medalha de prata |
| Heather Miller | Pontos    | 1027   | 978  | 684   | 952   | 819  | 655   | 927     | 6178  | Medalha de prata |

## Badminton
Masculino
| Atleta                           | Evento     | Primeira fase     | Segunda fase                    | Oitavas de final                    | Quartas de final                   | Semifinal                           | Final                               | Final             |
| Atleta                           | Evento     | Adversário Placar | Adversário Placar               | Adversário Placar                   | Adversário Placar                  | Adversário Placar                   | Adversário Placar                   | Pos.              |
| -------------------------------- | ---------- | ----------------- | ------------------------------- | ----------------------------------- | ---------------------------------- | ----------------------------------- | ----------------------------------- | ----------------- |
| Sattawat Pongnairat              | Individual | —                 | Bonkowsky (TTO) W 21–8, 21–11   | Humblers (GUA) W 21–13, 11–21, 21–8 | D'Souza (CAN) L 14–21, 10–21       | Não avançou                         | Não avançou                         | Não avançou       |
| Bjorn Seguin                     | Individual | —                 | Darmohoetomo (SUR) W 21–7, 21–9 | Muñoz (MEX) L 18–21, 9–21           | Não avançou                        | Não avançou                         | Não avançou                         | Não avançou       |
| Howard Shu                       | Individual | —                 | Veliz (CUB) W 21–12, 21–13      | Cabrera (DOM) W 21–9, 21–14         | Paiola (BRA) W 21–12, 16–21, 21–18 | Cordón (GUA) L 21–16, 14–21, 18–21  | Não avançou                         | Medalha de bronze |
| Phillip Chew Sattawat Pongnairat | Duplas     | —                 | —                               | —                                   | Henry Reid (JAM) W 21–14, 21–17    | Castillo Muñoz (MEX) W 21–19, 21–13 | Arthuso Paiola (BRA) W 21–18, 21–16 | Medalha de ouro   |

Feminino
| Atleta               | Evento     | Primeira fase     | Segunda fase                    | Oitavas de final                  | Quartas de final                     | Semifinal                        | Final                       | Final             |
| Atleta               | Evento     | Adversário Placar | Adversário Placar               | Adversário Placar                 | Adversário Placar                    | Adversário Placar                | Adversário Placar           | Pos.              |
| -------------------- | ---------- | ----------------- | ------------------------------- | --------------------------------- | ------------------------------------ | -------------------------------- | --------------------------- | ----------------- |
| Jamie Subandhi       | Individual | —                 | Corleto Soto (GUA) W 21–5, 21–2 | Polanco Muñoz (DOM) W 21–13, 21–6 | Gaitan (MEX) W 21–12, 21–11          | Li (CAN) L 11–21, 21–19, 15–21   | Não avançou                 | Medalha de bronze |
| Iris Wang            | Individual | —                 | Ortiz Parada (VEN) W 21–4, 21–6 | Vicente (BRA) W 21–8, 21–12       | Macias (PER) W 21–9, 21–6            | Honderich (CAN) L 15–21, 11–21   | Não avançou                 | Medalha de bronze |
| Eva Lee Pala Obanana | Duplas     | —                 | —                               | —                                 | Macias Nishimura (PER) W 21–6, 21–10 | Honderich Li (CAN) W 21–11, 21–8 | Vicente (BRA) W 21–14, 21–6 | Medalha de ouro   |

## Beisebol
Masculino
Grupo A
|  | Equipes classificadas à fase final |

Todas as partidas seguem o fuso horário local (UTC-5).
| Seleção                  | J | V | D | C+ | C- | DC  |
| ------------------------ | - | - | - | -- | -- | --- |
| CAN Canadá               | 6 | 5 | 1 | 38 | 15 | +23 |
| USA Estados Unidos       | 6 | 4 | 2 | 33 | 22 | +11 |
| CUB Cuba                 | 6 | 4 | 2 | 41 | 23 | +18 |
| PUR Porto Rico           | 6 | 4 | 2 | 40 | 44 | –4  |
| DOM República Dominicana | 6 | 3 | 3 | 30 | 35 | –5  |
| NCA Nicarágua            | 6 | 1 | 4 | 22 | 43 | –21 |
| COL Colômbia             | 6 | 0 | 6 | 22 | 44 | –22 |

| 11 de julho 15:30 | Porto Rico | 10 – 9 Ficha | Estados Unidos | President's Choice Ajax Pan Am Ballpark, Ajax Público: 400 |

| 12 de julho 19:00 | Cuba | 2 – 5 Ficha | Estados Unidos | President's Choice Ajax Pan Am Ballpark, Ajax Público: 4 209 |

| 13 de julho 15:30 | Estados Unidos | 5 – 3 Ficha | Colômbia | President's Choice Ajax Pan Am Ballpark, Ajax |

| 15 de julho 12:00 | Estados Unidos | 6 – 0 Ficha | Nicarágua | President's Choice Ajax Pan Am Ballpark, Ajax Público: 1 038 |

| 16 de julho 12:00 | República Dominicana | 6 – 4 Ficha | Estados Unidos | President's Choice Ajax Pan Am Ballpark, Ajax Público: 1 453 |

| 17 de julho 19:00 | Estados Unidos | 4 – 1 Ficha | Canadá | President's Choice Ajax Pan Am Ballpark, Ajax Público: 4 761 |

Semifinal
| 18 de julho 13:00 | Cuba | 5 – 6 Ficha | Estados Unidos | President's Choice Ajax Pan Am Ballpark, Ajax Público: 4 702 |

Final
| 19 de julho 19:00 | Estados Unidos | 6 – 7 Ficha | Canadá | President's Choice Ajax Pan Am Ballpark, Ajax Público: 5 489 |

Feminino
Grupo A
|  | Equipe classificada à final       |
|  | Equipes classificadas à semifinal |

Todas as partidas seguem o fuso horário local (UTC-5).
| Seleção            | J | V | D | C+ | C- | DC  |
| ------------------ | - | - | - | -- | -- | --- |
| USA Estados Unidos | 4 | 4 | 0 | 33 | 7  | +26 |
| CAN Canadá         | 4 | 3 | 1 | 26 | 9  | +17 |
| VEN Venezuela      | 4 | 2 | 2 | 32 | 30 | +2  |
| PUR Porto Rico     | 4 | 1 | 3 | 17 | 27 | –10 |
| CUB Cuba           | 4 | 0 | 4 | 8  | 43 | –35 |

| 20 de julho 15:00 | Venezuela | 6 – 10 Ficha | Estados Unidos | President's Choice Ajax Pan Am Ballpark, Ajax Público: 847 |

| 22 de julho 19:00 | Cuba | 0 – 11 Ficha | Estados Unidos | President's Choice Ajax Pan Am Ballpark, Ajax Público: 773 |

| 23 de julho 19:00 | Estados Unidos | 9 – 0 Ficha | Porto Rico | President's Choice Ajax Pan Am Ballpark, Ajax Público: 547 |

| 24 de julho 19:30 | Estados Unidos | 3 – 1 Ficha | Canadá | President's Choice Ajax Pan Am Ballpark, Ajax Público: 3 469 |

Final
| 26 de julho 12:00 | Canadá | 3 – 11 Ficha | Estados Unidos | President's Choice Ajax Pan Am Ballpark, Ajax Público: 5 224 |

## Basquetebol
Masculino
Grupo A
| Equipe             | J | V | D | PF  | PC  | Dif | Pts |
| ------------------ | - | - | - | --- | --- | --- | --- |
| BRA Brasil         | 3 | 3 | 0 | 264 | 206 | +58 | 6   |
| USA Estados Unidos | 3 | 2 | 1 | 270 | 225 | +45 | 5   |
| PUR Porto Rico     | 3 | 1 | 2 | 218 | 266 | –48 | 4   |
| VEN Venezuela      | 3 | 0 | 3 | 198 | 253 | –55 | 3   |

| 21 de julho 21:00 | Relatório | Estados Unidos                                    | 85–62 | Venezuela                                                          |  | Centro Atlético Ryerson, Toronto Árbitros: DOM Reynaldo Mercedes ARG Juan Fernández CUB Judith Hodelin Mendoza |  |
| 21 de julho 21:00 | Relatório | Placar por quarto: 18–18, 15–23, 26–12, 26–9      |       |                                                                    |  | Centro Atlético Ryerson, Toronto Árbitros: DOM Reynaldo Mercedes ARG Juan Fernández CUB Judith Hodelin Mendoza |  |
| 21 de julho 21:00 | Relatório | Pts: Wilkins 21 Rbts: Tarczewski 13 Asts: Brown 2 |       | Pts: Cox, Bethelmy 14 Rbts: Bethelmy, Colmenares 8 Asts: Guillén 3 |  | Centro Atlético Ryerson, Toronto Árbitros: DOM Reynaldo Mercedes ARG Juan Fernández CUB Judith Hodelin Mendoza |  |

| 22 de julho 21:00 | Relatório | Porto Rico                                     | 70–102 | Estados Unidos                                 |  | Centro Atlético Ryerson, Toronto Árbitros: ARG Juan Fernández CAN Matthew Kallio MEX Omar Mariscal |  |
| 22 de julho 21:00 | Relatório | Placar por quarto: 19–29, 10–36, 23–20, 18–17  |        |                                                |  | Centro Atlético Ryerson, Toronto Árbitros: ARG Juan Fernández CAN Matthew Kallio MEX Omar Mariscal |  |
| 22 de julho 21:00 | Relatório | Pts: Mujica 15 Rbts: Villafañe 8 Asts: Barea 3 |        | Pts: Brown 16 Rbts: Tarczewski 7 Asts: Brown 6 |  | Centro Atlético Ryerson, Toronto Árbitros: ARG Juan Fernández CAN Matthew Kallio MEX Omar Mariscal |  |

| 23 de julho 21:00 | Relatório | Estados Unidos                                            | 83–93 | Brasil                                                   |  | Centro Atlético Ryerson, Toronto Árbitros: DOM Reynaldo Mercedes CAN Michael Weiland ARG Fabricio Vito |  |
| 23 de julho 21:00 | Relatório | Placar por quarto: 17–24, 21–23, 19–28, 26–18             |       |                                                          |  | Centro Atlético Ryerson, Toronto Árbitros: DOM Reynaldo Mercedes CAN Michael Weiland ARG Fabricio Vito |  |
| 23 de julho 21:00 | Relatório | Pts: Langford 17 Rbts: Tarczewski, Prince 5 Asts: Brown 2 |       | Pts: Benite 34 Rbts: Lima 8 Asts: Luz, Batista, Meindl 3 |  | Centro Atlético Ryerson, Toronto Árbitros: DOM Reynaldo Mercedes CAN Michael Weiland ARG Fabricio Vito |  |

Semifinal
| 24 de julho 18:00 | Relatório | Estados Unidos                                           | 108–111 | Canadá                                            | OT | Centro Atlético Ryerson, Toronto Árbitros: BRA Cristiano Maranho DOM Reynaldo Mercedes MEX Omar Mariscal |  |
| 24 de julho 18:00 | Relatório | Placar por quarto: 23–24, 24–28, 33–22, 17–23, OT: 11–14 |         |                                                   | OT | Centro Atlético Ryerson, Toronto Árbitros: BRA Cristiano Maranho DOM Reynaldo Mercedes MEX Omar Mariscal |  |
| 24 de julho 18:00 | Relatório | Pts: Brown 25 Rbts: Randolph 6 Asts: Brown 7             |         | Pts: Nicholson 31 Rbts: Bennett 14 Asts: Murray 6 | OT | Centro Atlético Ryerson, Toronto Árbitros: BRA Cristiano Maranho DOM Reynaldo Mercedes MEX Omar Mariscal |  |

Disputa pelo bronze
| 25 de julho 11:00 | Relatório | República Dominicana                            | 82–87 | Estados Unidos                             |  | Centro Atlético Ryerson, Toronto Árbitros: BRA Cristiano Maranho CAN Michael Weiland ARG Fabricio Vito |  |
| 25 de julho 11:00 | Relatório | Placar por quarto: 26–15, 22–20, 20–24, 14–28   |       |                                            |  | Centro Atlético Ryerson, Toronto Árbitros: BRA Cristiano Maranho CAN Michael Weiland ARG Fabricio Vito |  |
| 25 de julho 11:00 | Relatório | Pts: Stokley 16 Rbts: Santana 10 Asts: Dicent 8 |       | Pts: Brown 19 Rbts: Prince 7 Asts: Brown 5 |  | Centro Atlético Ryerson, Toronto Árbitros: BRA Cristiano Maranho CAN Michael Weiland ARG Fabricio Vito |  |

Feminino
Grupo A
| Equipe                   | J | V | D | PF  | PC  | Dif | Pts |
| ------------------------ | - | - | - | --- | --- | --- | --- |
| USA Estados Unidos       | 3 | 3 | 0 | 262 | 201 | +61 | 6   |
| BRA Brasil               | 3 | 2 | 1 | 204 | 186 | +18 | 5   |
| PUR Porto Rico           | 3 | 1 | 2 | 210 | 209 | +1  | 4   |
| DOM República Dominicana | 3 | 0 | 3 | 163 | 243 | –80 | 3   |

| 16 de julho 21:00 | Relatório | Estados Unidos                                     | 75–69 | Brasil                                            |  | Centro Atlético Ryerson, Toronto Árbitros: CAN Michael Weiland ARG Fabricio Vito VEN Dayana Oliveros |  |
| 16 de julho 21:00 | Relatório | Placar por quarto: 25–17, 14–14, 18–19, 18–19      |       |                                                   |  | Centro Atlético Ryerson, Toronto Árbitros: CAN Michael Weiland ARG Fabricio Vito VEN Dayana Oliveros |  |
| 16 de julho 21:00 | Relatório | Pts: Stewart 26 Rbts: Stewart 12 Asts: Jefferson 3 |       | Pts: Teixeira 18 Rbts: Santos 11 Asts: Teixeira 2 |  | Centro Atlético Ryerson, Toronto Árbitros: CAN Michael Weiland ARG Fabricio Vito VEN Dayana Oliveros |  |

| 17 de julho 21:00 | Relatório | República Dominicana                                     | 55–94 | Estados Unidos                                       |  | Centro Atlético Ryerson, Toronto Árbitros: CAN Matthew Kallio VEN Daniel García VEN Dayana Oliveros |  |
| 17 de julho 21:00 | Relatório | Placar por quarto: 6–32, 15–16, 16–27, 18–19             |       |                                                      |  | Centro Atlético Ryerson, Toronto Árbitros: CAN Matthew Kallio VEN Daniel García VEN Dayana Oliveros |  |
| 17 de julho 21:00 | Relatório | Pts: Guzmán 14 Rbts: Martínez 7 Asts: Guzmán, Martínez 3 |       | Pts: Stewart 16 Rbts: Reimer, Brunner 6 Asts: Plum 5 |  | Centro Atlético Ryerson, Toronto Árbitros: CAN Matthew Kallio VEN Daniel García VEN Dayana Oliveros |  |

| 18 de julho 21:00 | Relatório | Estados Unidos                                    | 93–77 | Porto Rico                                                       |  | Centro Atlético Ryerson, Toronto Árbitros: ARG Fabricio Vito MEX Omar Mariscal VEN Daniel García |  |
| 18 de julho 21:00 | Relatório | Placar por quarto: 24–23, 22–18, 21–23, 26–13     |       |                                                                  |  | Centro Atlético Ryerson, Toronto Árbitros: ARG Fabricio Vito MEX Omar Mariscal VEN Daniel García |  |
| 18 de julho 21:00 | Relatório | Pts: Stewart 24 Rbts: Coates 13 Asts: Jefferson 6 |       | Pts: Cortijo 24 Rbts: Gibson, García, Martínez 3 Asts: Cortijo 5 |  | Centro Atlético Ryerson, Toronto Árbitros: ARG Fabricio Vito MEX Omar Mariscal VEN Daniel García |  |

Semifinal
| 19 de julho 13:30 | Relatório | Cuba                                                          | 64–65 | Estados Unidos                                   |  | Centro Atlético Ryerson, Toronto Árbitros: ARG Fabricio Vito ARG Juan Fernández CRC Roberto Fernández Díaz |  |
| 19 de julho 13:30 | Relatório | Placar por quarto: 17–18, 20–8, 11–20, 16–19                  |       |                                                  |  | Centro Atlético Ryerson, Toronto Árbitros: ARG Fabricio Vito ARG Juan Fernández CRC Roberto Fernández Díaz |  |
| 19 de julho 13:30 | Relatório | Pts: Casanova, Noblet 15 Rbts: Ochoa, Noblet 10 Asts: Gelis 3 |       | Pts: Harper 16 Rbts: Coates 15 Asts: Jefferson 5 |  | Centro Atlético Ryerson, Toronto Árbitros: ARG Fabricio Vito ARG Juan Fernández CRC Roberto Fernández Díaz |  |

Final
| 20 de julho 20:45 | Relatório | Estados Unidos                                     | 73–81 | Canadá                                             |  | Centro Atlético Ryerson, Toronto Árbitros: DOM Robinson Aracena Vásquez VEN Daniel García MEX Omar Mariscal |  |
| 20 de julho 20:45 | Relatório | Placar por quarto: 23–13, 13–23, 15–26, 22–19      |       |                                                    |  | Centro Atlético Ryerson, Toronto Árbitros: DOM Robinson Aracena Vásquez VEN Daniel García MEX Omar Mariscal |  |
| 20 de julho 20:45 | Relatório | Pts: Stewart 17 Rbts: Stewart 11 Asts: Jefferson 2 |       | Pts: Nurse 33 Rbts: Fields 7 Asts: Nurse, Tatham 3 |  | Centro Atlético Ryerson, Toronto Árbitros: DOM Robinson Aracena Vásquez VEN Daniel García MEX Omar Mariscal |  |

## Boliche
| Atleta                        | Evento               | Qualificação/Final | Qualificação/Final | Qualificação/Final | Qualificação/Final | Qualificação/Final | Qualificação/Final | Qualificação/Final | Qualificação/Final | Qualificação/Final | Qualificação/Final | Qualificação/Final | Qualificação/Final | Qualificação/Final | Qualificação/Final | Qualificação/Final | Qualificação/Final | Qualificação | Qualificação | Qualificação | Qualificação | Qualificação | Qualificação | Qualificação | Qualificação | Qualificação | Qualificação | Qualificação | Semifinal                | Final                  | Final             |
| Atleta                        | Evento               | Fase 1             | Fase 1             | Fase 1             | Fase 1             | Fase 1             | Fase 1             | Fase 1             | Fase 2             | Fase 2             | Fase 2             | Fase 2             | Fase 2             | Fase 2             | Fase 2             | Total              | Pos.               | Qualificação | Qualificação | Qualificação | Qualificação | Qualificação | Qualificação | Qualificação | Qualificação | Qualificação | Qualificação | Qualificação | Semifinal                | Final                  | Final             |
| Atleta                        | Evento               | 1                  | 2                  | 3                  | 4                  | 5                  | 6                  | Total              | 7                  | 8                  | 9                  | 10                 | 11                 | 12                 | Total              | Total              | Pos.               | 1            | 2            | 3            | 4            | 5            | 6            | 7            | 8            | Total        | Total geral  | Pos.         | Adversário Resultado     | Adversário Resultado   | Pos.              |
| ----------------------------- | -------------------- | ------------------ | ------------------ | ------------------ | ------------------ | ------------------ | ------------------ | ------------------ | ------------------ | ------------------ | ------------------ | ------------------ | ------------------ | ------------------ | ------------------ | ------------------ | ------------------ | ------------ | ------------ | ------------ | ------------ | ------------ | ------------ | ------------ | ------------ | ------------ | ------------ | ------------ | ------------------------ | ---------------------- | ----------------- |
| Devin Bidwell                 | Individual masculino | 192                | 212                | 256                | 256                | 236                | 237                | 1389               | 214                | 237                | 244                | 247                | 212                | 210                | 1364               | 2753               | 1 Q                | 151          | 247          | 206          | 208          | 170          | 236          | 170          | 191          | 1659         | 4412         | 3 Q          | Suartz (BRA) L 182–202   | Não avançou            | Medalha de bronze |
| Tommy Jones                   | Individual masculino | 235                | 234                | 186                | 279                | 220                | 228                | 1382               | 218                | 202                | 169                | 221                | 209                | 202                | 1221               | 2603               | 5 Q                | 186          | 223          | 226          | 183          | 225          | 167          | 235          | 246          | 1791         | 4394         | 5            | Não avançou              | Não avançou            | Não avançou       |
| Devin Bidwell Tommy Jones     | Duplas masculino     | 362                | 472                | 578                | 423                | 400                | 414                | 2649               | 456                | 398                | 378                | 439                | 474                | 409                | 2554               | 5203               | Medalha de bronze  | —            | —            | —            | —            | —            | —            | —            | —            | —            | —            | —            | —                        | —                      | —                 |
| Liz Johnson                   | Individual feminino  | 248                | 237                | 164                | 213                | 248                | 224                | 1334               | 258                | 203                | 249                | 224                | 238                | 203                | 1375               | 2709               | 1 Q                | 213          | 170          | 214          | 188          | 188          | 238          | 215          | 201          | 1687         | 4396         | 1 Q          | Guerra (DOM) L 181–258   | Não avançou            | Medalha de bronze |
| Shannon Pluhowsky             | Individual feminino  | 215                | 187                | 207                | 176                | 207                | 223                | 1217               | 244                | 218                | 276                | 199                | 182                | 217                | 1336               | 2553               | 5 Q                | 224          | 206          | 225          | 207          | 207          | 176          | 219          | 245          | 2553         | 4342         | 2 Q          | Restrepo (COL) W 214–212 | Guerra (DOM) W 223–212 | Medalha de ouro   |
| Liz Johnson Shannon Pluhowsky | Duplas feminino      | 412                | 374                | 361                | 393                | 500                | 341                | 2381               | 432                | 435                | 374                | 365                | 502                | 436                | 2544               | 4925               | Medalha de prata   | —            | —            | —            | —            | —            | —            | —            | —            | —            | —            | —            | —                        | —                      | —                 |

## Boxe
Masculino
| Atleta             | Evento             | Oitavas de final            | Quartas de final       | Semifinal            | Final                | Final             |
| Atleta             | Evento             | Adversário Resultado        | Adversário Resultado   | Adversário Resultado | Adversário Resultado | Pos.              |
| ------------------ | ------------------ | --------------------------- | ---------------------- | -------------------- | -------------------- | ----------------- |
| Melik Elliston     | Peso mosca-ligeiro | Vargas (GUA) L 0-3          | Não avançou            | Não avançou          | Não avançou          | Não avançou       |
| Antonio Vargas     | Peso mosca         | de los Santos (DOM) W 2-1   | Cintrón (PUR) W 2–1    | Jimenez (CRC) W 2–1  | Veitía (CUB) W 3–0   | Medalha de ouro   |
| Francisco Martinez | Peso galo          | —                           | Farronan (PER) W TKO-I | Garcia (DOM) L 0–3   | Não avançou          | Medalha de bronze |
| Carlos Balderas    | Peso leve          | Bye                         | Delgado (MEX) L 0–3    | Não avançou          | Não avançou          | Não avançou       |
| Luis Feliciano     | Peso médio ligeiro | Williams (BAH) W 2–1        | Toledo (CUB) L 0–3     | Não avançou          | Não avançou          | Não avançou       |
| Brian Ceballo      | Peso meio médio    | Cabrera (MEX) L 0–3         | Não avançou            | Não avançou          | Não avançou          | Não avançou       |
| Anthony Campbell   | Peso médio         | Bye                         | Rodriguez (MEX) L 0–3  | Não avançou          | Não avançou          | Não avançou       |
| Steven Nelson      | Peso meio pesado   | De Souza Borges (BRA) L 1–2 | Não avançou            | Não avançou          | Não avançou          | Não avançou       |
| Cam Awesome        | Peso super pesado  | —                           | Kean (CAN) W 2–1       | Pero (CUB) L 1–2     | Não avançou          | Medalha de bronze |

Feminino
| Atleta           | Evento     | Quartas de final       | Semifinal            | Final                | Final            |
| Atleta           | Evento     | Adversário Resultado   | Adversário Resultado | Adversário Resultado | Pos.             |
| ---------------- | ---------- | ---------------------- | -------------------- | -------------------- | ---------------- |
| Marlen Esparaza  | Peso mosca | Parrales (NCA) W 3–0   | Gonzalez (PUR) W 3–0 | Bujold (CAN) L 1–2   | Medalha de prata |
| Claressa Shields | Peso leve  | Figueiredo (BRA) W 3–0 | Perez (ARG) W 3–0    | Guillén (DOM) W 3–0  | Medalha de ouro  |

## Canoagem
Slalom
| Atleta                      | Evento        | Qualificação | Qualificação | Qualificação | Semifinal | Semifinal | Final  | Final             |
| Atleta                      | Evento        | Fase 1       | Fase 2       | Pos.         | Tempo     | Pos.      | Tempo  | Pos.              |
| --------------------------- | ------------- | ------------ | ------------ | ------------ | --------- | --------- | ------ | ----------------- |
| Casey Eichfeld              | C-1 masculino | 89.98        | 87.33        | 1 Q          | 92.84     | 1 Q       | 92.80  | Medalha de ouro   |
| Casey Eichfeld Devin McEwan | C-2 masculino | 103.21       | 102.10       | 2 Q          | 120.05    | 1 Q       | 106.95 | Medalha de ouro   |
| Michal Smolen               | K-1 masculino | 184.91       | 96.54        | 3 Q          | 89.49     | 3 Q       | 87.14  | Medalha de ouro   |
| Colleen Hickey              | C-1 feminino  | 180.43       | 131.95       | 2 Q          | 147.69    | 2 Q       | 131.43 | Medalha de prata  |
| Ashley Nee                  | K-1 feminino  | 99.71        | 145.58       | 2 Q          | 98.59     | 1 Q       | 97.95  | Medalha de bronze |

Sprint
Masculino
| Atleta                             | Evento          | Qualificação | Qualificação | Semifinal | Semifinal | Final    | Final |
| Atleta                             | Evento          | Qualificação | Qualificação | Pos.      | Tempo     | Pos.     | Tempo |
| ---------------------------------- | --------------- | ------------ | ------------ | --------- | --------- | -------- | ----- |
| Tim Hornsby                        | K-1 200 metros  | 37.740       | 4 QS         | 38.519    | 1 QF      | 36.356   | 6     |
| Stanton Collins Christopher Miller | K-2 1000 metros | —            | —            | —         | —         | 3:35.599 | 7     |

Feminino
| Atleta                       | Evento         | Qualificação | Qualificação | Semifinal | Semifinal | Final    | Final |
| Atleta                       | Evento         | Qualificação | Qualificação | Pos.      | Tempo     | Pos.     | Tempo |
| ---------------------------- | -------------- | ------------ | ------------ | --------- | --------- | -------- | ----- |
| Lydia Sampson                | C-1 200 metros | —            | —            | —         | —         | 58.178   | 7     |
| Kaitlyn McElroy              | K-1 200 metros | 45.439       | 4 QS         | 45.710    | 1 QF      | 46.827   | 6     |
| Maggie Hogan                 | K-1 500 metros | 1:57.632     | 3 QF         | Bye       | Bye       | 2:06.013 | 4     |
| Maggie Hogan Kaitlyn McElroy | K-2 700 metros | —            | —            | —         | —         | 1:52.536 | 4     |

## Caratê
Masculino
| Atleta           | Evento | Primeira fase        | Primeira fase        | Primeira fase        | Primeira fase | Semifinal                   | Final                | Final             |
| Atleta           | Evento | Adversário Resultado | Adversário Resultado | Adversário Resultado | Pos.          | Adversário Resultado        | Adversário Resultado | Pos.              |
| ---------------- | ------ | -------------------- | -------------------- | -------------------- | ------------- | --------------------------- | -------------------- | ----------------- |
| Brandis Miyazaki | –60 kg | Chung (CAN) W 2–0    | Martinez (VEN) L 2–6 | Sosa (DOM) W 8–0     | 2 Q           | Brose (BRA) L 0–3           | Não avançou          | Medalha de bronze |
| Thomas Scott     | –75 kg | Icasati (ARG) W 4–2  | Dubo (CHI) L 0–2     | Espinoza (ECU) W 1–0 | 1 Q           | Boily-Martineau (CAN) W 5–0 | Nicastro (VEN) W 4–3 | Medalha de ouro   |
| Brian Irr        | +84 kg | Tiril (CUB) D 33     | Recouso (ARG) W 8–0  | Aponte (VEN) W 2–1   | 2 Q           | Castillo (DOM) L 5–5        | Não avançou          | Medalha de bronze |

Feminino
| Atleta          | Evento | Primeira fase          | Primeira fase        | Primeira fase        | Primeira fase | Semifinal            | Final                | Final       |
| Atleta          | Evento | Adversário Resultado   | Adversário Resultado | Adversário Resultado | Pos.          | Adversário Resultado | Adversário Resultado | Pos.        |
| --------------- | ------ | ---------------------- | -------------------- | -------------------- | ------------- | -------------------- | -------------------- | ----------- |
| Tyler Wolfe     | -50 kg | Bruna (CHI) L 0–1      | Cuellar (MEX) D 0–0  | Souza (BRA) L 0–2    | 4             | Não avançou          | Não avançou          | Não avançou |
| Brandi Robinson | –55 kg | Vindrola (PER) L 0–1   | Urango (COL) W 8–0   | Reyes (CHI) W 2–1    | 3             | Não avançou          | Não avançou          | Não avançou |
| Joane Orbon     | –61 kg | Arreola (MEX) L 0–1    | Lepin (CHI) W 5–3    | Brito (VEN) L 0–1    | 4             | Não avançou          | Não avançou          | Não avançou |
| Eimi Kurita     | –68 kg | Brozulatto (BRA) L 0–1 | Lazo (ECU) L 2–3     | Harrigan (DOM) L 1–5 | 4             | Não avançou          | Não avançou          | Não avançou |

## Ciclismo

### Estrada
| Atleta        | Evento                   | Tempo    | Pos.             |
| ------------- | ------------------------ | -------- | ---------------- |
| Eric Marcotte | Corrida masculino        | 3:46:26  | Medalha de prata |
| Eric Marcotte | Contra o tempo masculino | 48:07.27 | 7                |
| Lauren Tamayo | Corrida feminino         | 2:08:00  | 30               |
| Ruth Winder   | Corrida feminino         | 2:07:52  | 7                |
| Kelly Catlin  | Contra o tempo feminino  | 26:25.58 | Medalha de ouro  |

### Pista
Sprint
| Atleta                                           | Evento         | Qualificação | Qualificação | Oitavas de final          | Repescagem       | Quartas de final     | Semifinal            | Final                        | Final       |
| Atleta                                           | Evento         | Tempo        | Pos.         | Adversário Tempo          | Adversário Tempo | Adversário Resultado | Adversário Resultado | Adversário Resultado         | Pos.        |
| ------------------------------------------------ | -------------- | ------------ | ------------ | ------------------------- | ---------------- | -------------------- | -------------------- | ---------------------------- | ----------- |
| Matthew Baranoski                                | Masculino      | 10.161       | 6 Q          | Tjon En Fa (SUR) W 10.296 | —                | Canelón (VEN) L 0–2  | Não avançou          | Classificação final W 10.442 | 5           |
| David Espinoza                                   | Masculino      | 10.318       | 9 Q          | Phillip (TTO) L           | Barrette (CAN) L | Não avançou          | Não avançou          | Não avançou                  | Não avançou |
| Matthew Baranoski David Espinoza Danny Robertson | Time masculino | 46.145       | 6            | —                         | —                | —                    | —                    | Não avançou                  | Não avançou |

Perseguição
| Atleta                                                 | Evento        | Qualificação | Qualificação | Semifinal             | Final                 | Final            |
| Atleta                                                 | Evento        | Tempo        | Pos.         | Adversário Resultado  | Adversário Resultado  | Rank             |
| ------------------------------------------------------ | ------------- | ------------ | ------------ | --------------------- | --------------------- | ---------------- |
| Kelly Catlin Sarah Hammer Jennifer Valente Ruth Winder | Time feminino | 4:25.051     | 2 Q          | MEX México W 4:36.183 | CAN Canadá L 4:26.426 | Medalha de prata |

Keirin
| Atleta            | Evento    | Resultados | Final            |
| Atleta            | Evento    | Pos.       | Pos.             |
| ----------------- | --------- | ---------- | ---------------- |
| Matthew Baranoski | Masculino | 4          | 7th–12th final 8 |

Omnium
| Atleta       | Evento   | Corrida | Corrida | Perseguição individual | Perseguição individual | Perseguição individual | Corrida de eliminação | Corrida de eliminação | Contra o tempo | Contra o tempo | Contra o tempo | Voar   | Voar | Voar   | Pontos da corrida | Pontos da corrida | Total  | Total           |
| Atleta       | Evento   | Pos.    | Pontos  | Tempo                  | Pos.                   | Pontos                 | Pos.                  | Pontos                | Tempo          | Pos.           | Pontos         | Tempo  | Pos. | Pontos | Pontos            | Pos.              | Pontos | Pos.            |
| ------------ | -------- | ------- | ------- | ---------------------- | ---------------------- | ---------------------- | --------------------- | --------------------- | -------------- | -------------- | -------------- | ------ | ---- | ------ | ----------------- | ----------------- | ------ | --------------- |
| Sarah Hammer | Feminino | 4       | 34      | 3:31.951               | 1                      | 40                     | 2                     | 39                    | 36.371         | 2              | 38             | 14.387 | 2    | 38     | 44                | =1                | 223    | Medalha de ouro |

### Mountain bike
| Atleta           | Evento                  | Tempo   | Pos.              |
| ---------------- | ----------------------- | ------- | ----------------- |
| Stephen Ettinger | Cross-country masculino | 1:33:02 | Medalha de bronze |
| Spencer Paxson   | Cross-country masculino | 1:36:37 | 6                 |
| Kate Courtney    | Cross-country feminino  | 1:36:20 | 7                 |
| Erin Huck        | Cross-country feminino  | 1:32:36 | Medalha de bronze |

### BMX
| Atleta          | Evento    | Qualificação | Qualificação | Eliminação | Eliminação | Quartas de final | Quartas de final | Semifinal | Semifinal | Final    | Final             |
| Atleta          | Evento    | Tempo        | Pos.         | Tempo      | Pos.       | Pontos           | Pos.             | Tempo     | Pos.      | Tempo    | Pos.              |
| --------------- | --------- | ------------ | ------------ | ---------- | ---------- | ---------------- | ---------------- | --------- | --------- | -------- | ----------------- |
| Connor Fields   | Masculino | 36.120       | 1 Q          | 1:00.193   | 14         | 3                | 1 Q              | 36.479    | 1 Q       | NF       | NF                |
| Nicholas Long   | Masculino | 38.050       | 11 Q         | 37.583     | 7          | 10               | 3 Q              | 37.661    | 4 Q       | 37.046   | Medalha de bronze |
| Alise Post      | Feminino  | 40.230       | 2 Q          | 1:11.443   | 6          | —                | —                | 5         | 1 Q       | 1:22.541 | 6                 |
| Felicia Stancil | Feminino  | 41.130       | 4 Q          | 40.981     | 3          | —                | —                | 6         | 2 Q       | 41.647   | Medalha de ouro   |

## Esgrima
Masculino
| Atleta                                                   | Evento       | Primeira fase | Primeira fase | Oitavas de final         | Quartas de final                  | Semifinal               | Final / DB                | Final / DB        |
| Atleta                                                   | Evento       | Resultado     | Pontos        | Adversário Placar        | Adversário Placar                 | Adversário Placar       | Adversário Placar         | Rank              |
| -------------------------------------------------------- | ------------ | ------------- | ------------- | ------------------------ | --------------------------------- | ----------------------- | ------------------------- | ----------------- |
| Benjamin Bratton                                         | Espada       | 3V – 2D       | 7             | Coqueco (COL) W 15–12    | Limardo (VEN) L 8–15              | Não avançou             | Não avançou               | Não avançou       |
| Jason Pryor                                              | Espada       | 4V – 1D       | 3             | Ferreira (BRA) W 15–12   | Taccani (ARG) W 15–7              | Limardo (VEN) L 9–15    | Não avançou               | Medalha de bronze |
| Benjamin Bratton Jason Pryor Yeisser Ramirez             | Espada time  | —             | —             | —                        | MEX México W 45–33                | COL Colômbia W 45–42    | VEN Venezuela L 40–45     | Medalha de prata  |
| Alexander Massialas                                      | Florete      | 5V – 0D       | 1             | Arizaga (MEX) W 15–8     | Toldo (BRA) W 15–7                | Gómez (MEX) W 15–2      | Meinhardt (USA) W 15–12   | Medalha de ouro   |
| Gerek Meinhardt                                          | Florete      | 5V – 0D       | 2             | Lugo (PUR) W 15–8        | Silva (CHI) W 15–6                | Perrier (BRA) W 15–12   | Massialas (USA) L 12–15   | Medalha de prata  |
| Miles Chamley-Watson Alexander Massialas Gerek Meinhardt | Florete time | —             | —             | —                        | Predefinição:FlagPASOteam W 45–16 | MEX México W 45–18      | BRA Brasil W 45–26        | Medalha de ouro   |
| Eli Dershwitz                                            | Sabre        | 3V – 2D       | 6             | Quintero (VEN) W 15–6    | Gordon (CAN) W 15–10              | Bustamante (ARG) W 15–4 | Polossifakis (CAN) W 15–9 | Medalha de ouro   |
| Daryl Homer                                              | Sabre        | 4V – 1D       | 5             | Zeytounlian (BRA) W 15–8 | Agresta (BRA) L 12–15             | Não avançou             | Não avançou               | Não avançou       |
| Eli Dershwitz Daryl Homer Jeff Spear                     | Sabre time   | —             | —             | —                        | CHI Chile W 45–24                 | ARG Argentina W 45–25   | CAN Canadá W 45–31        | Medalha de ouro   |

Feminino
| Atleta                                              | Evento       | Primeira fase | Primeira fase | Oitavas de final        | Quartas de final                 | Semifinal                | Final / DB              | Final / DB        |
| Atleta                                              | Evento       | Resultado     | Pontos        | Adversário Placar       | Adversário Placar                | Adversário Placar        | Adversário Placar       | Rank              |
| --------------------------------------------------- | ------------ | ------------- | ------------- | ----------------------- | -------------------------------- | ------------------------ | ----------------------- | ----------------- |
| Katharine Holmes                                    | Espada       | 3V – 2D       | 7             | MacKinnon (CAN) W 14–12 | Di Tella (ARG) W 15–6            | Moellhausen (BRA) W 10–7 | Ramírez (DOM) W 15–14   | Medalha de ouro   |
| Katarzyna Trzopek                                   | Espada       | 4V – 1D       | 4             | Doig (PER) W 15–2       | Martinez (VEN) L 14–15           | Não avançou              | Não avançou             | Não avançou       |
| Katharine Holmes Katarzyna Trzopke Anna Van Brummen | Espada time  | —             | —             | —                       | DOM República Dominicana W 45–33 | BRA Brasil W 32–31       | VEN Venezuela W 29–22   | Medalha de ouro   |
| Lee Kiefer                                          | Florete      | 5V – 0D       | 1             | Rivero (VEN) W 15–5     | Cecchini (BRA) W 15–9            | Ross (USA) W 15–5        | Van Erven (COL) W 15–11 | Medalha de ouro   |
| Nicole Ross                                         | Florete      | 4V – 1D       | 5             | Hernandez (MEX) W 13–10 | Ryan (CAN) W 11–10               | Kiefer (USA) L 5–15      | Não avançou             | Medalha de bronze |
| Lee Kiefer Nzingha Prescod Nicole Ross              | Florete time | —             | —             | —                       | CUB Cuba W 45–19                 | BRA Brasil W 45–26       | CAN Canadá L 37–38      | Medalha de prata  |
| Dagmara Wozniak                                     | Sabre        | 4V – 1D       | 5             | Ysabel (DOM) W 15–8     | Zagunis (USA) W 15–12            | Page (CAN) W 15–13       | Benítez (VEN) W 15–13   | Medalha de ouro   |
| Mariel Zagunis                                      | Sabre        | 4V – 1D       | 4             | Tobar (ESA) W 15–2      | Wozniak (USA) L 12–15            | Não avançou              | Não avançou             | Não avançou       |
| Ibtihaj Muhammad Dagmara Wozniak Mariel Zagunis     | Sabre time   | —             | —             | —                       | ESA El Salvador W 45–25          | CUB Cuba W 45–33         | MEX México W 45–31      | Medalha de ouro   |

## Ginástica

### Artística
Masculino
Qualificações individuais e equipes
| Atleta              | Evento | Final    | Final    | Final    | Final    | Final    | Final    | Final   | Final           |
| Atleta              | Evento | Aparelho | Aparelho | Aparelho | Aparelho | Aparelho | Aparelho | Total   | Pos.            |
| Atleta              | Evento | S        | CA       | A        | M        | BP       | BH       | Total   | Pos.            |
| ------------------- | ------ | -------- | -------- | -------- | -------- | -------- | -------- | ------- | --------------- |
| Marvin Kimble       | Time   | —        | 15.050 Q | 13.050   | —        | 14.500   | 14.450   | 57.050  | 41              |
| Steven Legendre     | Time   | 13.750   | 13.200   | 14.550   | 14.550   | —        | —        | 56.050  | 43              |
| Samuel Mikulak      | Time   | 15.000 Q | 14.850 Q | 14.750   | 14.600   | 15.550 Q | 15.100 Q | 89.850  | 2 Q             |
| Paul Ruggeri        | Time   | 14.750   | —        | —        | 14.900 Q | 13.750   | 15.400 Q | 58.800  | 39              |
| Donnell Whittenburg | Time   | 14.900 Q | 14.150   | 15.450 Q | 14.900 Q | 14.900 Q | 13.400   | 87.700  | 4 Q             |
| Total               | Time   | 41.800   | 43.050   | 45.050   | 45.350   | 44.550   | 44.250   | 264.050 | Medalha de ouro |

Finais individuais
| Atleta              | Evento           | Final    | Final    | Final    | Final    | Final    | Final    | Final  | Final             |
| Atleta              | Evento           | Aparelho | Aparelho | Aparelho | Aparelho | Aparelho | Aparelho | Total  | Pos.              |
| Atleta              | Evento           | S        | CA       | A        | M        | BP       | BH       | Total  | Pos.              |
| ------------------- | ---------------- | -------- | -------- | -------- | -------- | -------- | -------- | ------ | ----------------- |
| Marvin Kimble       | Cavalo com alças | —        | 15.025   | —        | —        | —        | —        | 15.025 | Medalha de ouro   |
| Samuel Mikulak      | Individual       | 14.850   | 14.250   | 15.000   | 14.950   | 15.800   | 14.800   | 89.650 | Medalha de ouro   |
| Samuel Mikulak      | Solo             | 14.925   | —        | —        | —        | —        | —        | 14.925 | Medalha de bronze |
| Samuel Mikulak      | Cavalo com alças | —        | 14.575   | —        | —        | —        | —        | 14.575 | 5                 |
| Samuel Mikulak      | Barras paralelas | —        | —        | —        | —        | 15.450   | —        | 15.450 | Medalha de bronze |
| Samuel Mikulak      | Barra horizontal | —        | —        | —        | —        | —        | 14.575   | 14.575 | 6                 |
| Paul Ruggeri        | Mesa             | —        | —        | —        | 14.712   | —        | —        | 14.712 | 5                 |
| Paul Ruggeri        | Barra horizontal | —        | —        | —        | —        | —        | 15.450   | 15.450 | Medalha de bronze |
| Donnell Whittenburg | Individual       | 14.700   | 13.350   | 15.650   | 15.000   | 15.500   | 12.500   | 86.750 | 6                 |
| Donnell Whittenburg | Solo             | 14.975   | —        | —        | —        | —        | —        | 14.975 | Medalha de prata  |
| Donnell Whittenburg | Argolas          | —        | —        | 15.525   | —        | —        | —        | 15.525 | Medalha de prata  |
| Donnell Whittenburg | Mesa             | —        | —        | —        | 14.962   | —        | —        | 14.962 | Medalha de prata  |
| Donnell Whittenburg | Barras paralelas | —        | —        | —        | —        | 15.350   | —        | 15.350 | 5                 |

Feminino
Qualificação time e individual
| Atleta         | Evento | Final    | Final    | Final    | Final    | Final   | Final           |
| Atleta         | Evento | Aparelho | Aparelho | Aparelho | Aparelho | Total   | Pos.            |
| Atleta         | Evento | S        | BA       | B        | M        | Total   | Pos.            |
| -------------- | ------ | -------- | -------- | -------- | -------- | ------- | --------------- |
| Madison Desch  | Time   | 14.950   | 14.450   | 13.250   | 14.650 Q | 57.300  | 2 Q             |
| Rachel Gowey   | Time   | —        | 14.750 Q | 14.500 Q | —        | 29.250  | 42              |
| Amelia Hundley | Time   | 15.100   | 14.500 Q | 13.750   | 14.300 Q | 57.650  | 1 Q             |
| Emily Schild   | Time   | 15.050   | —        | —        | 13.750   | 28.800  | 43              |
| Megan Skaggs   | Time   | 14.900   | 13.750   | 14.050 Q | 13.400   | 56.100  | 5               |
| Total          | Time   | 45.100   | 43.700   | 42.300   | 42.700   | 173.800 | Medalha de ouro |

Finais individuais
| Atleta         | Evento              | Final    | Final    | Final    | Final    | Final  | Final             |
| Atleta         | Evento              | Aparelho | Aparelho | Aparelho | Aparelho | Total  | Pos.              |
| Atleta         | Evento              | S        | BA       | B        | M        | Total  | Pos.              |
| -------------- | ------------------- | -------- | -------- | -------- | -------- | ------ | ----------------- |
| Madison Desch  | Individual          | 14.850   | 14.500   | 13.950   | 14.150   | 57.450 | Medalha de prata  |
| Madison Desch  | Solo                | —        | —        | —        | 13.975   | 13.975 | 4                 |
| Rachel Gowey   | Barras assimétricas | —        | 14.725   | —        | —        | 14.725 | Medalha de ouro   |
| Rachel Gowey   | Balancim            | —        | —        | 11.625   | —        | 11.625 | 8                 |
| Amelia Hundley | Individual          | 15.000   | 12.900   | 14.100   | 14.100   | 56.100 | 4                 |
| Amelia Hundley | Barras assimétricas | —        | 14.650   | —        | —        | 14.650 | Medalha de bronze |
| Amelia Hundley | Solo                | —        | —        | —        | 14.200   | 14.200 | Medalha de prata  |
| Megan Skaggs   | Balancim            | —        | —        | 14.050   | —        | 14.050 | Medalha de prata  |

### Rítmica
Individual
| Atleta         | Evento     | Final    | Final    | Final    | Final    | Final  | Final             |
| Atleta         | Evento     | Arco     | Bola     | Clubs    | Fita     | Total  | Pos.              |
| -------------- | ---------- | -------- | -------- | -------- | -------- | ------ | ----------------- |
| Jasmine Kerber | Individual | 16.517 Q | 16.233 Q | 14.933 Q | 14.517   | 62.200 | Medalha de prata  |
| Jasmine Kerber | Arco       | 16.300   | —        | —        | —        | 16.300 | Medalha de prata  |
| Jasmine Kerber | Bola       | —        | 16.100   | —        | —        | 16.100 | Medalha de prata  |
| Jasmine Kerber | Clubs      | —        | —        | 15.833   | —        | 15.833 | Medalha de bronze |
| Jasmine Kerber | Fita       | —        | —        | —        | 15.992   | 15.992 | Medalha de prata  |
| Laura Zeng     | Individual | 15.183 Q | 16.292 Q | 16.433 Q | 16.667 Q | 64.575 | Medalha de ouro   |
| Laura Zeng     | Arco       | 16.833   | —        | —        | —        | 16.833 | Medalha de ouro   |
| Laura Zeng     | Bola       | —        | 16.883   | —        | —        | 16.883 | Medalha de ouro   |
| Laura Zeng     | Clubs      | —        | —        | 16.167   | —        | 16.167 | Medalha de ouro   |
| Laura Zeng     | Fita       | —        | —        | —        | 16.267   | 16.267 | Medalha de ouro   |

Time
| Atletas                                                                                   | Evento            | Final    | Final             | Final  | Final            |
| Atletas                                                                                   | Evento            | 5 fitas  | 6 clubs & 2 arcos | Total  | Pos.             |
| ----------------------------------------------------------------------------------------- | ----------------- | -------- | ----------------- | ------ | ---------------- |
| Kiana Eide Alisa Kano Natalie McGiffert Jennifer Rokhman Monica Rokhman Kristen Shaldybin | Time              | 14.600 Q | 14.675 Q          | 29.275 | Medalha de prata |
| Kiana Eide Alisa Kano Natalie McGiffert Jennifer Rokhman Monica Rokhman Kristen Shaldybin | 5 fitas           | 13.283   | —                 | 13.283 | Medalha de prata |
| Kiana Eide Alisa Kano Natalie McGiffert Jennifer Rokhman Monica Rokhman Kristen Shaldybin | 6 clubs + 2 fitas | —        | 14.983            | 14.983 | Medalha de ouro  |

### Trampolim
| Atleta            | Evento    | Qualificação | Qualificação | Final     | Final            |
| Atleta            | Evento    | Resultado    | Pos.         | Resultado | Pos.             |
| ----------------- | --------- | ------------ | ------------ | --------- | ---------------- |
| Logan Dooley      | Masculino | 99.300       | 5 Q          | 53.080    | 7                |
| Steven Gluckstein | Masculino | 103.170      | 2 Q          | 55.595    | Medalha de prata |
| Charlotte Drury   | Feminino  | 33.205       | 8 Q          | 50.190    | 5                |
| Clare Johnson     | Feminino  | 93.600       | 3 Q          | 51.230    | 4                |

## Golfe
| Atleta                                            | Evento               | 1ª fase | 2ª fase | 3ª fase | 4ª fase | Total  | Total            |
| Atleta                                            | Evento               | Placar  | Placar  | Placar  | Placar  | Placar | Pos.             |
| ------------------------------------------------- | -------------------- | ------- | ------- | ------- | ------- | ------ | ---------------- |
| Beau Hossler                                      | Masculino individual | 70      | 74      | 68      | 69      | 281    | 6                |
| Lee McCoy                                         | Masculino individual | 70      | 68      | 71      | 69      | 278    | 4                |
| Kristen Gillman                                   | Feminino individual  | 75      | 75      | 71      | 70      | 297    | 6                |
| Andrea Lee                                        | Feminino individual  | 69      | 68      | 70      | 74      | 281    | Medalha de prata |
| Kristen Gillman Beau Hossler Andrea Lee Lee McCoy | Time misto           | 139     | 136     | 138     | 139     | 552    | Medalha de prata |

## Judô
Masculino
| Atleta           | Evento  | Oitavas de final     | Quartas de final         | Semifinal              | Repscagem                  | Final/DB                  | Final/DB          |
| Atleta           | Evento  | Adversário Resultado | Adversário Resultado     | Adversário Resultado   | Adversário Resultado       | Adversário Resultado      | Pos.              |
| ---------------- | ------- | -------------------- | ------------------------ | ---------------------- | -------------------------- | ------------------------- | ----------------- |
| Bradford Bolen   | −66 kg  | Bye                  | Tondique (CUB) L 000–101 | Não avançou            | Gonzalez (ARG) L 001–101   | Não avançou               | 7                 |
| Travis Stevens   | −81 kg  | Bye                  | Miranda (PUR) W 101–000  | Castro (COL) W 110–000 | Bye                        | Silva (CUB) W 101–000     | Medalha de ouro   |
| Jacob Larsen     | −90 kg  | Bye                  | González (CUB) L 000–100 | Não avançou            | Martínez (VEN) W 010–000   | Schmidt (ARG) W 010–010S1 | Medalha de bronze |
| Ajax Tadehara    | −100 kg | Bye                  | Deschnes (CAN) L 000–110 | Não avançou            | Bueno (URU) L 000–101      | Não avançou               | 7                 |
| Akbarzhan Iminov | +100 kg | Bye                  | Figueroa (ECU) L 000–011 | Não avançou            | Cuevas (MEX) L 000S2–000S1 | Não avançou               | 7                 |

Feminino
| Atleta           | Evento | Oitavas de final      | Quartas de final                 | Semifinal                 | Repscagem               | Final/DB                          | Final/DB          |
| Atleta           | Evento | Adversário Resultado  | Adversário Resultado             | Adversário Resultado      | Adversário Resultado    | Adversário Resultado              | Rank              |
| ---------------- | ------ | --------------------- | -------------------------------- | ------------------------- | ----------------------- | --------------------------------- | ----------------- |
| Angelica Delgado | −52 kg | Bye                   | Cruz (MEX) W 011–000             | Guica (CAN) L 000–100     | Bye                     | García (DOM) W 000–000S2          | Medalha de bronze |
| Marti Malloy     | −57 kg | Bye                   | Anriqueles (VEN) W 100–000       | Plaza (ECU) W 010–000     | Bye                     | Beauchemin-Pinard (CAN) W 001–000 | Medalha de ouro   |
| Hannah Martin    | −63 kg | Bye                   | Arteaga (VEN) W 100–000          | García (ECU) L 000S2–000  | Bye                     | Del Toro (CUB) L 000S2–000        | 5                 |
| Kathleen Sell    | −70 kg | Ortiz (GUA) W 100–000 | Cortés (CUB) L 000–002           | Não avançou               | Poo (MEX) L 000S3–000S2 | Não avançou                       | 7                 |
| Kayla Harrison   | −78 kg | Bye                   | Nolberto Labriel (GUA) W 101–000 | Roberge (CAN) W 000–000S3 | Bye                     | Aguiar (BRA) W 100–000            | Medalha de ouro   |
| Nina Cutro-Kelly | +78 kg | —                     | German (DOM) W 101–000           | Ortiz (CUB) L 000–101     | Bye                     | Da Cunha (ARG) W 100–000          | Medalha de bronze |

## Raquetebol
Masculino
| Atleta                                               | Evento     | Fases                                     | Fases                                | Fases                       | Fases | Dezesseis-avos de final | Oitavas de final           | Quartas de final                   | Semifinais                         | Final                             | Final            |
| Atleta                                               | Evento     | Adversário Resultado                      | Adversário Resultado                 | Adversário Resultado        | Pos.  | Adversário Resultado    | Adversário Resultado       | Adversário Resultado               | Adversário Resultado               | Adversário Resultado              | Pos.             |
| ---------------------------------------------------- | ---------- | ----------------------------------------- | ------------------------------------ | --------------------------- | ----- | ----------------------- | -------------------------- | ---------------------------------- | ---------------------------------- | --------------------------------- | ---------------- |
| Jake Bredenbeck                                      | Individual | Cubillos (COL) W 15–9, 13–15, 11–2        | Castillo (VEN) W 15–7, 13–15, 11–0   | Pérez (DOM) W 15–7, 15–2    | 1     | Bye                     | Iwaasa (CAN) L 4–15, 9–15  | Não avançou                        | Não avançou                        | Não avançou                       | Não avançou      |
| Rocky Carson                                         | Individual | Camacho (CRC) W 15–4, 15–4                | Castro (VEN) W 15–2, 15–0            | Alvarez (ECU) W 15–11, 15–2 | 1     | Bye                     | de Leon (DOM) W 15–2, 15–4 | Pérez (DOM) W 15–8, 15–1           | de la Rosa (MEX) W 15–4, 15–8      | Beltrán (MEX) W 15–11, 15–10      | Medalha de ouro  |
| Jansen Allen Jose Rojas                              | Duplas     | Camacho Fumero (CRC) W 13–15, 15–12, 11–3 | Gagnon Landeryou (CAN) L 14–15, 8–15 | Alvarez Rios (ECU) W WO     | 2     | —                       | Bye                        | Castillo Castro (VEN) W 15–5, 15–8 | Beltrán Moreno (MEX) W 15–13, 15–4 | Keller Moscoso (BOL) W 15–8, 15–5 | Medalha de ouro  |
| Jansen Allen Jake Bredenbeck Rocky Carson Jose Rojas | Time       | —                                         | —                                    | —                           | —     | —                       | Bye                        | VEN Venezuela W 2–0, 2–0           | CAN Canadá W 2–0, 0–2, 2–0         | MEX México L 0–2, 0–2             | Medalha de prata |

Feminino
| Atleta                                  | Evento     | Fases                                        | Fases                                 | Fases                        | Fases | Dezesseis-avos de final | Oitavas de final           | Quartas de final                       | Semifinais                                   | Final                 | Final             |
| Atleta                                  | Evento     | Adversário Resultado                         | Adversário Resultado                  | Adversário Resultado         | Pos.  | Adversário Resultado    | Adversário Resultado       | Adversário Resultado                   | Adversário Resultado                         | Adversário Resultado  | Pos.              |
| --------------------------------------- | ---------- | -------------------------------------------- | ------------------------------------- | ---------------------------- | ----- | ----------------------- | -------------------------- | -------------------------------------- | -------------------------------------------- | --------------------- | ----------------- |
| Michelle Key                            | Individual | Salas (MEX) L 3–15, 14–15                    | Riveros (BOL) L 15–13, 11–15, 8–11    | Martinez (GUA) W 15–14, 15–2 | 3     | Bye                     | Rajsich (USA) L 8–15, 7–15 | Não avançou                            | Não avançou                                  | Não avançou           | Não avançou       |
| Rhonda Rajsich                          | Individual | Guillemette (ARG) W 15–7, 15–9               | Loma (BOL) W 15–7, 15–7               | Muñoz (CHI) W' 15–6, 15–9    | 1     | Bye                     | Key (USA) W 15–8, 15–7     | Lambert (CAN) W 15–9, 9–15, 11–7       | Longoria (MEX) L 13–15, 9–15                 | Não avançou           | Medalha de bronze |
| Rhonda Rajsich Kim Russell              | Duplas     | Guillemette Vargas (ARG) W 12–15, 15–6, 11–7 | Rodriguez Martinez (GUA) W 15–9, 15–4 | —                            | 1     | —                       | Bye                        | Grisar Muñoz (CHI) W 6–15, 15–10, 11–8 | Guillemette Vargas (ARG) L 7–15, 13–15, 6–11 | Não avançou           | Medalha de bronze |
| Michelle Key Rhonda Rajsich Kim Russell | Time       | —                                            | —                                     | —                            | —     | —                       | Bye                        | COL Colômbia W 2–0, 2–0                | CAN Canadá W 2–0, 2–0                        | MEX México L 0–2, 0–2 | Medalha de prata  |

## Remo
Masculino
| Atleta | Evento                | Qualificação | Qualificação | Repescagem | Repescagem | Final   | Final             |
| Atleta | Evento                | Tempo        | Pos.         | Tempo      | Pos.       | Tempo   | Pos.              |
| --- | --------------------- | ------------ | ------------ | ---------- | ---------- | ------- | ----------------- |
| Yohann Rigogne | Skiff individual      | 7:06.78      | 1 FA         | Bye        | Bye        | 8:02.40 | 4                 |
| Ryan Monaghan Sam Stitt | Skiff em dupla        | 6:28.72      | 1 FA         | Bye        | Bye        | 6:39.77 | 4                 |
| Colin Ethridge Austin Meyer | Skiff duplo peso leve | 6:31.53      | 1 FA         | Bye        | Bye        | 6:17.34 | Medalha de prata  |
| Colin Ethridge Austin Meyer Ryan Monaghan Sam Stitt                                                                            | Skiff em quarteto     | 6:11.44      | 3 FA         | —          | —          | 6:05.02 | 5                 |
| Brendan Harrington Matthew Mahon                                                                                               | Pares                 | 6:40.66      | 3 R          | 7:11.41    | 3 FA       | 6:39.77 | 6                 |
| David Eick Nareg Guregian Keane Johnson Kyle Peabody                                                                           | Quatro                | 6:30.48      | 3 FA         | —          | —          | 6:21.13 | 4                 |
| Peter Gibson Matthew O'Donoghue Robin Prendes Andrew Weiland                                                                   | Quatro peso leve      | 6:00.25      | 1 FA         | Bye        | Bye        | 6:46.56 | Medalha de prata  |
| Taylor Brown David Eick Nareg Guregian Brendan Harrington Keane Johnson Matthew Mahon Sam Ojserkis Kyle Peabody Erick Winstead | Oito                  | 6:03.81      | 2 FA         | —          | —          | 6:12.64 | Medalha de bronze |

Feminino
| Atleta                                                     | Evento                     | Qualificação | Qualificação | Repescagem | Repescagem | Final   | Final             |
| Atleta                                                     | Evento                     | Tempo        | Pos.         | Tempo      | Pos.       | Tempo   | Pos.              |
| ---------------------------------------------------------- | -------------------------- | ------------ | ------------ | ---------- | ---------- | ------- | ----------------- |
| Katherine McFetridge                                       | Skiff individual           | 7:56.38      | 1 FA         | Bye        | Bye        | 7:38.21 | Medalha de prata  |
| Mary Jones                                                 | Skiff individual peso leve | 7:43.34      | 1 FA         | Bye        | Bye        | 8:49.19 | Medalha de ouro   |
| Lindsay Meyer Nicole Ritchie                               | Skiff duplas               | 7:07.61      | 2 FA         | —          | —          | 7:14.65 | Medalha de prata  |
| Victoria Burke Sarah Giancola                              | Skiff duplas peso leve     | 7:28.79      | 2 R          | 7:39.88    | 2 FA       | 7:03.86 | Medalha de bronze |
| Victoria Burke Sarah Giancola Lindsay Meyer Nicole Ritchie | Skiff quarteto             | 6:45.06      | 2 FA         | —          | —          | 7:16.26 | Medalha de prata  |
| Molly Bruggeman Emily Huelskamp                            | Pares                      | 7:19.44      | 1 FA         | —          | —          | 7:20.98 | Medalha de ouro   |

## Rugby sevens
Masculino
Grupo A
| Seleção            | P | J | V | E | D | PF  | PC  | +/-  |
| ------------------ | - | - | - | - | - | --- | --- | ---- |
| USA Estados Unidos | 9 | 3 | 3 | 0 | 0 | 126 | 7   | +119 |
| URU Uruguai        | 7 | 3 | 2 | 0 | 1 | 54  | 69  | –15  |
| CHI Chile          | 5 | 3 | 1 | 0 | 2 | 62  | 46  | +16  |
| MEX México         | 3 | 3 | 0 | 0 | 3 | 0   | 120 | –120 |

| 11 de junho 11:11 |           |       |                                |
| Estados Unidos    | 26 – 7    | Chile | Estádio de Exposições, Toronto |
|                   | Relatório |       | Estádio de Exposições, Toronto |

| 11 de junho 16:05 |           |        |                                |
| Estados Unidos    | 48 – 0    | México | Estádio de Exposições, Toronto |
|                   | Relatório |        | Estádio de Exposições, Toronto |

| 11 de junho 19:11 |           |         |                                |
| Estados Unidos    | 52 – 0    | Uruguai | Estádio de Exposições, Toronto |
|                   | Relatório |         | Estádio de Exposições, Toronto |

Quartas de final
| 12 de junho 11:10 |           |        |                                |
| Estados Unidos    | 31 – 0    | Guiana | Estádio de Exposições, Toronto |
|                   | Relatório |        | Estádio de Exposições, Toronto |

Semifinal
| 12 de junho 16:49 |           |        |                                |
| Estados Unidos    | 19 – 26   | Canadá | Estádio de Exposições, Toronto |
|                   | Relatório |        | Estádio de Exposições, Toronto |

Disputa pelo bronze
| 12 de junho 19:34 |           |         |                                |
| Estados Unidos    | 40 – 12   | Uruguai | Estádio de Exposições, Toronto |
|                   | Relatório |         | Estádio de Exposições, Toronto |

Feminino
Primeira fase
| Seleção            | P  | J | V | E | D | PF  | PC  | +/-  |
| ------------------ | -- | - | - | - | - | --- | --- | ---- |
| CAN Canadá         | 15 | 5 | 5 | 0 | 0 | 230 | 12  | +218 |
| USA Estados Unidos | 13 | 5 | 4 | 0 | 1 | 203 | 48  | +155 |
| BRA Brasil         | 11 | 5 | 3 | 0 | 2 | 115 | 67  | +48  |
| ARG Argentina      | 8  | 5 | 1 | 1 | 3 | 57  | 131 | –74  |
| COL Colômbia       | 8  | 5 | 1 | 1 | 3 | 29  | 148 | –119 |
| MEX México         | 5  | 5 | 0 | 0 | 5 | 24  | 252 | –228 |

| 11 de junho 10:27 |           |        |                                |
| Estados Unidos    | 26 – 7    | Brasil | Estádio de Exposições, Toronto |
|                   | Relatório |        | Estádio de Exposições, Toronto |

| 11 de junho 12:49 |           |          |                                |
| Estados Unidos    | 40 – 0    | Colômbia | Estádio de Exposições, Toronto |
|                   | Relatório |          | Estádio de Exposições, Toronto |

| 11 de junho 17:33 |           |                |                                |
| Argentina         | 7 – 54    | Estados Unidos | Estádio de Exposições, Toronto |
|                   | Relatório |                | Estádio de Exposições, Toronto |

| 12 de junho 10:49 |           |                |                                |
| México            | 0 – 71    | Estados Unidos | Estádio de Exposições, Toronto |
|                   | Relatório |                | Estádio de Exposições, Toronto |

| 12 de junho 13:33 |           |                |                                |
| Canadá            | 34 – 12   | Estados Unidos | Estádio de Exposições, Toronto |
|                   | Relatório |                | Estádio de Exposições, Toronto |

Final
| 12 de junho 18:20 |           |                |                                |
| Canadá            | 55 – 7    | Estados Unidos | Estádio de Exposições, Toronto |
|                   | Relatório |                | Estádio de Exposições, Toronto |

## Softbol
Masculino
Primeira fase
| Seleção                  | J | V | D | C+ | C- | DC  |
| ------------------------ | - | - | - | -- | -- | --- |
| CAN Canadá               | 5 | 5 | 0 | 33 | 13 | +20 |
| ARG Argentina            | 5 | 3 | 2 | 19 | 15 | +4  |
| VEN Venezuela            | 5 | 3 | 2 | 14 | 10 | +4  |
| USA Estados Unidos       | 5 | 2 | 3 | 16 | 10 | +6  |
| MEX México               | 5 | 2 | 3 | 16 | 22 | –6  |
| DOM República Dominicana | 5 | 0 | 5 | 5  | 33 | –28 |

| 12 de julho 14:00 | Estados Unidos | 10 – 0 Ficha | República Dominicana | President's Choice Ajax Pan Am Ballpark, Ajax Público: 1 010 |

| 13 de julho 19:00 | Canadá | 3 – 2 Ficha | Estados Unidos | President's Choice Ajax Pan Am Ballpark, Ajax Público: 2 230 |

| 14 de julho 14:00 | Venezuela | 3 – 1 Ficha | Estados Unidos | President's Choice Ajax Pan Am Ballpark, Ajax Público: 132 |

| 15 de julho 16:30 | Estados Unidos | 1 – 3 Ficha | Argentina | President's Choice Ajax Pan Am Ballpark, Ajax Público: 301 |

| 16 de julho 19:00 | Estados Unidos | 2 – 1 Ficha | México | President's Choice Ajax Pan Am Ballpark, Ajax Público: 89 |

Semifinal
| 17 de julho 16:30 | Estados Unidos | 0 – 1 Ficha | Venezuela | President's Choice Ajax Pan Am Ballpark, Ajax Público: 521 |

Feminino
Primeira fase
| Seleção                  | J | V | D | C+ | C- | DC  |
| ------------------------ | - | - | - | -- | -- | --- |
| USA Estados Unidos       | 5 | 5 | 0 | 43 | 4  | +39 |
| CAN Canadá               | 5 | 4 | 1 | 21 | 14 | +7  |
| PUR Porto Rico           | 5 | 3 | 2 | 18 | 17 | +1  |
| BRA Brasil               | 5 | 2 | 3 | 7  | 19 | –14 |
| CUB Cuba                 | 5 | 1 | 4 | 10 | 23 | –13 |
| DOM República Dominicana | 5 | 0 | 5 | 14 | 36 | –22 |

| 19 de julho 19:00 | Porto Rico | 2 – 9 Ficha | Estados Unidos | President's Choice Ajax Pan Am Ballpark, Ajax Público: 234 |

| 20 de julho 14:00 | Brasil | 0 – 7 Ficha | Estados Unidos | President's Choice Ajax Pan Am Ballpark, Ajax Público: 502 |

| 21 de julho 19:00 | Canadá | 0 – 7 Ficha | Estados Unidos | President's Choice Ajax Pan Am Ballpark, Ajax |

| 22 de julho 16:30 | Estados Unidos | 9 – 2 Ficha | Cuba | President's Choice Ajax Pan Am Ballpark, Ajax Público: 450 |

| 23 de julho 14:00 | República Dominicana | 0 – 11 Ficha | Estados Unidos | President's Choice Ajax Pan Am Ballpark, Ajax Público: 112 |

Semifinal
| 24 de julho 19:00 | Canadá | 2 – 5 Ficha | Estados Unidos | President's Choice Ajax Pan Am Ballpark, Ajax Público: 2 145 |

Final
| 26 de julho 11:00 | Canadá | 4 – 2 Ficha | Estados Unidos | President's Choice Ajax Pan Am Ballpark, Ajax Público: 3 000 |

## Squash
Masculino
| Atleta                          | Evento     | Dezesseis-avos de final | Oitavas de final                        | Quartas de final                         | Semifinais                  | Final             | Final             |
| Atleta                          | Evento     | Adversário Placar       | Adversário Placar                       | Adversário Placar                        | Adversário Placar           | Adversário Placar | Pos.              |
| ------------------------------- | ---------- | ----------------------- | --------------------------------------- | ---------------------------------------- | --------------------------- | ----------------- | ----------------- |
| Christopher Gordon              | Individual | Bye                     | Enriquez (GUA) W 4–11, 11–7, 11–2, 11–2 | Elias (PER) L 9–11, 7–11, 9–11           | Não avançou                 | Não avançou       | 5                 |
| Todd Harrity                    | Individual | Bye                     | Escudero (PER) W 11–3, 11–8, 11–5       | Delierre (CAN) L 8–11, 11–6, 10–12, 9–11 | Não avançou                 | Não avançou       | 5                 |
| Christopher Gordon Chris Hanson | Duplas     | —                       | Bye                                     | Bonilla Enriquez (GUA) W 11–10, 11–7     | Schnell (CAN) L 10–11, 6–11 | Não avançou       | Medalha de bronze |

Time
| Atleta                                       | Evento | Primeira fase                 | Primeira fase             | Primeira fase     | Primeira fase | Quartas de final        | Semifinais            | Final             | Final             |
| Atleta                                       | Evento | Adversário Placar             | Adversário Placar         | Adversário Placar | Pos.          | Adversário Placar       | Adversário Placar     | Adversário Placar | Pos.              |
| -------------------------------------------- | ------ | ----------------------------- | ------------------------- | ----------------- | ------------- | ----------------------- | --------------------- | ----------------- | ----------------- |
| Christopher Gordon Chris Hanson Todd Harrity | Time   | GUA Guatemala W 3–0, 3–0, 3–1 | CHI Chile W 3–0, 3–0, 3–0 | —                 | 1 Q           | COL Colômbia W 3–0, 3–0 | MEX México L 2–3, 2–3 | Não avançou       | Medalha de bronze |

Feminino
| Atleta                        | Evento     | Oitavas de final                 | Quartas de final                  | Semifinais                             | Final                                 | Final            |
| Atleta                        | Evento     | Adversário Placar                | Adversário Placar                 | Adversário Placar                      | Adversário Placar                     | Pos.             |
| ----------------------------- | ---------- | -------------------------------- | --------------------------------- | -------------------------------------- | ------------------------------------- | ---------------- |
| Olivia Blatchford             | Individual | Damasio (BRA) W 11–5, 11–8, 11–2 | Pinto (CHI) W 11–3, 11–4, 11–7    | Terán (MEX) W 11–7, 11–6, 11–7         | Sobhy (USA) L 8–11, 3–11, 3–11        | Medalha de prata |
| Amanda Sobhy                  | Individual | Bye                              | Serafini (BRA) W 11–7, 11–3, 11–3 | Cornett (CAN) W 11–2, 3–11, 11–4, 11–6 | Blatchford (USA) W 11–8, 11–3, 11–3   | Medalha de ouro  |
| Natalie Grainger Amanda Sobhy | Duplas     | —                                | Damasio Veiga (BRA) W 11–3, 11–10 | Pelaez Tovar (COL) W 11–6, 11–6        | Cornett Todd (CAN) W 11–9, 9–11, 11–6 | Medalha de ouro  |

Time
| Atleta                                          | Evento | Primeira fase             | Primeira fase                 | Primeira fase              | Quartas de final  | Semifinais              | Final                      | Final           |
| Atleta                                          | Evento | Adversário Placar         | Adversário Placar             | Pos.                       | Adversário Placar | Adversário Placar       | Adversário Placar          | Pos.            |
| ----------------------------------------------- | ------ | ------------------------- | ----------------------------- | -------------------------- | ----------------- | ----------------------- | -------------------------- | --------------- |
| Olivia Blatchford Natalie Grainger Amanda Sobhy | Time   | CHI Chile W 3–0, 3–0, 3–0 | GUA Guatemala W 3–0, 3–0, 3–0 | MEX México W 3–0, 3–0, 3–0 | 1 Q               | COL Colômbia W 3–0, 3–0 | CAN Canadá W 3–0, 3–0, 0–1 | Medalha de ouro |

## Taekwondo
Masculino
| Atleta            | Evento | Oitavas de final     | Quartas de final        | Semifinal             | Repescagem           | Final                | Final             |
| Atleta            | Evento | Adversário Resultado | Adversário Resultado    | Adversário Resultado  | Adversário Resultado | Adversário Resultado | Pos.              |
| ----------------- | ------ | -------------------- | ----------------------- | --------------------- | -------------------- | -------------------- | ----------------- |
| Logan Gerrick     | -58kg  | Castillo (NCA) W 4–3 | Torres (BRA) L 8–12     | Não avançou           | Não avançou          | Não avançou          | Não avançou       |
| Terrence Jennings | -68 kg | Bye                  | Contreras (VEN) W 12–11 | Potvin (CAN) L 11–13  | —                    | Trejos (COL) L 6–16  | 4                 |
| Steven López      | -80 kg | Rodas (GUA) W 12–4   | Robles (CHI) W 4–3      | Hernandez (DOM) L 2–3 | Bye                  | Medina (VEN) W 7–3   | Medalha de bronze |
| Philip Yun        | +80 kg | Edwards (JAM) W 7–0  | Alba (CUB) L 3–15       | Não avançou           | Bye                  | Sio (ARG) W 9–2      | Medalha de bronze |

Feminino
| Atleta          | Evento | Oitavas de final     | Quartas de final     | Semifinal               | Repescagem           | Final                | Final           |
| Atleta          | Evento | Adversário Resultado | Adversário Resultado | Adversário Resultado    | Adversário Resultado | Adversário Resultado | Pos.            |
| --------------- | ------ | -------------------- | -------------------- | ----------------------- | -------------------- | -------------------- | --------------- |
| Charlotte Craig | -49 kg | Zamora (GUA) L 1–4   | Não avançou          | Não avançou             | Não avançou          | Não avançou          | Não avançou     |
| Cheyenne Lewis  | -57 kg | Bye                  | Nunez (CUB) W 8–6    | Patiño (COL) W 8–2      | Bye                  | Armeria (MEX) W 11–0 | Medalha de ouro |
| Paige McPherson | -67 kg | Bye                  | Villalon (CUB) W 5–3 | Vasconcelos (BRA) W 8–6 | Bye                  | Heredia (MEX) W 13–1 | Medalha de ouro |
| Jackie Galloway | +67 kg | Bye                  | Ferran (CUB) W 11–7  | Galacho (BRA) W 5–0     | Bye                  | Espinoza (MEX) W 1–0 | Medalha de ouro |

## Tênis
Masculino
| Atleta                          | Evento     | Primeira fase              | Dezesseis-avos de final         | Oitavas de final               | Quartas de final                       | Semifinal                    | Final                      | Final             |
| Atleta                          | Evento     | Adversário Placar          | Adversário Placar               | Adversário Placar              | Adversário Placar                      | Adversário Placar            | Adversário Placar          | Pos.              |
| ------------------------------- | ---------- | -------------------------- | ------------------------------- | ------------------------------ | -------------------------------------- | ---------------------------- | -------------------------- | ----------------- |
| Jean-Yves Aubone                | Individual | Hach (MEX) W 3–6, 6–1, 6–3 | Rodríguez (VEN) L 3–6, 6–4, 1–6 | Não avançou                    | Não avançou                            | Não avançou                  | Não avançou                | Não avançou       |
| Gonzales Austin                 | Individual | Zeballos (BOL) W 6–1, 6–2  | Bester (CAN) L 4–6, 4–6         | Não avançou                    | Não avançou                            | Não avançou                  | Não avançou                | Não avançou       |
| Dennis Novikov                  | Individual | Bye                        | Luz (BRA) W 6–1, 7–6            | Gómez (ECU) W 6–7, 6–3, 6–4    | Schnur (CAN) W 6–3, 6–4                | Bagnis (ARG) L 3–6, 7–6, 2–6 | Andreozzi (ARG) W 6–4, 6–4 | Medalha de bronze |
| Jean-Yves Aubone Dennis Novikov | Duplas     | —                          | —                               | Diaz Gonzalez (GUA) W 6–3, 6–2 | Jarry Podlipnik (CHI) L 7–5, 3–6, 3–10 | Não avançou                  | Não avançou                | Não avançou       |

Feminino
| Atleta                      | Evento     | Dezesseis-avos de final    | Oitavas de final                | Quartas de final                    | Semifinal                   | Final                      | Final       |
| Atleta                      | Evento     | Adversário Placar          | Adversário Placar               | Adversário Placar                   | Adversário Placar           | Adversário Placar          | Pos.        |
| --------------------------- | ---------- | -------------------------- | ------------------------------- | ----------------------------------- | --------------------------- | -------------------------- | ----------- |
| Louisa Chirico              | Individual | Weedon (GUA) W 7–6, 6–2    | Dabrowski (CAN) L 3–6, 6–4, 4–6 | Não avançou                         | Não avançou                 | Não avançou                | Não avançou |
| Lauren Davis                | Individual | Bye                        | Botto (PER) W 6–3, 6–1          | Cepede Royg (PAR) W 6–2, 3–6, 6–3   | Duque (COL) L 1–6, 6–2, 3–6 | Puig (PUR) L 6–2, 3–6, 3–6 | 4           |
| Sachia Vickery              | Individual | Rodríguez (MEX) L 3–6, 3–6 | Não avançou                     | Não avançou                         | Não avançou                 | Não avançou                | Não avançou |
| Louisa Chirico Lauren Davis | Duplas     | —                          | —                               | Irigoyen Ormeachea (ARG) L 5–7, 4–6 | Não avançou                 | Não avançou                | Não avançou |

Misto
| Atleta                         | Evento | Oitavas de final                | Quartas de final                     | Semifinal         | Final             | Final       |
| Atleta                         | Evento | Adversário Placar               | Adversário Placar                    | Adversário Placar | Adversário Placar | Pos.        |
| ------------------------------ | ------ | ------------------------------- | ------------------------------------ | ----------------- | ----------------- | ----------- |
| Gonzales Austin Sachia Vickery | Duplas | Gámiz Martínez (VEN) W 6–4, 6–3 | Galeano Cepede Royg (PAR) L 0–6, 3–6 | Não avançou       | Não avançou       | Não avançou |

## Tênis de mesa
Masculino
| Atleta                              | Evento     | Fase de grupos                                    | Fase de grupos                                         | Fase de grupos                                      | Fase de grupos | Dezesseis-avos de final                          | Oitavas de final                                 | Quartas de final                         | Semifinal         | Final             | Final       |
| Atleta                              | Evento     | Adversário Placar                                 | Adversário Placar                                      | Adversário Placar                                   | Pos.           | Adversário Placar                                | Adversário Placar                                | Adversário Placar                        | Adversário Placar | Adversário Placar | Pos.        |
| ----------------------------------- | ---------- | ------------------------------------------------- | ------------------------------------------------------ | --------------------------------------------------- | -------------- | ------------------------------------------------ | ------------------------------------------------ | ---------------------------------------- | ----------------- | ----------------- | ----------- |
| Jimmy Butler                        | Individual | Calderano (BRA) L WO                              | Vila (DOM) L WO                                        | Olivares (CHI) L WO                                 | 4              | Não avançou                                      | Não avançou                                      | Não avançou                              | Não avançou       | Não avançou       | Não avançou |
| Kanak Jha                           | Individual | Medjugorac (CAN) W 11–9, 13–11, 9–11, 11–5, 11–8  | Tsuboi (BRA) L 14–16, 9–11, 4–11, 3–11                 | Coello (ECU) W 11–9, 11–8, 11–7, 11–6               | 2 Q            | Alto (ARG) L 6–11, 11–8, 11–9, 6–11, 3–11, 10–12 | Não avançou                                      | Não avançou                              | Não avançou       | Não avançou       | Não avançou |
| Timothy Wang                        | Individual | Tapia (ECU) W 11–8, 11–7, 12–14, 11–6, 9–11, 11–5 | Alto (ARG) W 11–6, 11–9, 1–11, 5–11, 11–8, 11–13, 11–6 | Moscoso (GUA) W 4–11, 11–9, 11–4, 10–12, 11–5, 11–5 | 1 Q            | Bye                                              | Thériault (CAN) L 9–11, 7–11, 12–10, 10–12, 7–11 | Não avançou                              | Não avançou       | Não avançou       | Não avançou |
| Jimmy Butler Kanak Jha Timothy Wang | Time       | BRA Brasil W 3–0, 3–0, 3–2                        | ECU Equador W 3–1, 3–0, 2–3, 3–0                       | —                                                   | 1 Q            | —                                                | —                                                | PUR Porto Rico L 3–2, 2–3, 2–3, 3–0, 0–3 | Não avançou       | Não avançou       | Não avançou |

Feminino
| Atleta                        | Evento     | Fase de grupos                           | Fase de grupos                           | Fase de grupos                                             | Fase de grupos | Dezesseis-avos de final                | Oitavas de final                                | Quartas de final                           | Semifinal                                              | Final                                                 | Final             |
| Atleta                        | Evento     | Adversário Placar                        | Adversário Placar                        | Adversário Placar                                          | Pos.           | Adversário Placar                      | Adversário Placar                               | Adversário Placar                          | Adversário Placar                                      | Adversário Placar                                     | Pos.              |
| ----------------------------- | ---------- | ---------------------------------------- | ---------------------------------------- | ---------------------------------------------------------- | -------------- | -------------------------------------- | ----------------------------------------------- | ------------------------------------------ | ------------------------------------------------------ | ----------------------------------------------------- | ----------------- |
| Yue Wu                        | Individual | Brito (DOM) W 11–9, 11–8, 11–7, 11–6     | Estrada (GUA) W 11–5, 11–2, 11–3, 11–3   | Silva (MEX) W 12–10, 11–8, 11–5, 5–11, 11–5                | 1 Q            | Bye                                    | Lorenzotti (URU) W 9–11, 11–9, 11–6, 11–4, 11–6 | Diaz (PUR) W 14–12, 11–5, 8–11, 11–7, 11–5 | Kumahara (BRA) W 11–3, 11–4, 11–8, 11–7                | Gui (BRA) W 11–8, 11–8, 4–11, 8–11, 10–12, 11–9, 11–7 | Medalha de ouro   |
| Lily Zhang                    | Individual | Low (CHI) W 11–7, 11–9, 11–9, 11–4       | Diaz (PUR) W 11–5, 11–5, 11–4, 11–5      | Galvez (ECU) W 11–7, 11–9, 11–5, 13–11                     | 1 Q            | Bye                                    | Castellano (CHI) W 11–4, 11–1, 11–4, 11–4       | Ruano (COL) W 11–7, 11–6, 11–8, 11–4       | Gui (BRA) L 11–8, 8–11, 10–12, 5–11, 13–11, 11–2, 7–11 | Não avançou                                           | Medalha de bronze |
| Jiaqi Zheng                   | Individual | Cordero (PUR) W 11–8, 11–6, 13–11, 11–9  | Gonzalez (VEN) W 12–10, 11–6, 11–6, 11–8 | Kumahara (BRA) L 12–4, 11–6, 11–8, 11–13, 4–11, 11–5, 7–11 | 2 Q            | Valdez (DOM) W 13–11, 11–2, 11–9, 11–8 | Gui (BRA) L 11–9, 5–1, 11–8, 8–11, 8–11, 6–11   | Não avançou                                | Não avançou                                            | Não avançou                                           | Não avançou       |
| Yue Wu Lily Zhang Jiaqi Zheng | Time       | DOM República Dominicana W 3–0, 3–0, 3–0 | ARG Argentina W 3–0, 3–0, 3–0            | —                                                          | 1 Q            | —                                      | —                                               | CUB Cuba W 3–0, 3–0, 3–1                   | CAN Canadá W 3–0, 3–0, 3–0                             | BRA Brasil W 3–1, 3–2, 3–0                            | Medalha de ouro   |

## Triatlo
| Atleta          | Evento    | Natação (1.5 km) | Trans 1 | Ciclismo (40 km) | Trans 2 | Corrida (10 km) | Total   | Pos.             |
| --------------- | --------- | ---------------- | ------- | ---------------- | ------- | --------------- | ------- | ---------------- |
| Hunter Kemper   | Masculino | 18:56            | 0:24    | 58:16            | 0:23    | 31:37           | 1:49:37 | 8                |
| Eric Lagerstrom | Masculino | 19:04            | 0:24    | 58:06            | 0:20    | 32:55           | 1:50:51 | 17               |
| Kevin McDowell  | Masculino | 19:32            | 0:23    | 58:05            | 0:22    | 30:57           | 1:48:59 | Medalha de prata |
| Chelsea Burns   | Feminino  | 20:15            | 0:35    | 1:00:52          | 0:25    | 36:21           | 1:58:29 | 5                |
| Sarah Haskins   | Feminino  | 18:37            | 0:59    | 1:02:04          | 0:26    | 36:50           | 1:58:59 | 8                |
| Erin Jones      | Feminino  | 20:13            | 0:40    | 1:05:26          | 0:26    | 39:12           | 2:05:52 | 19               |

## Voleibol

### Praia
| Atleta                      | Evento    | Fase preliminar               | Fase preliminar              | Fase preliminar                | Fase preliminar | Quartas de final        | Semifinal                       | Final                  | Final |
| Atleta                      | Evento    | Adversário Placar             | Adversário Placar            | Adversário Placar              | Pos.            | Adversário Placar       | Adversário Placar               | Adversário Placar      | Pos.  |
| --------------------------- | --------- | ----------------------------- | ---------------------------- | ------------------------------ | --------------- | ----------------------- | ------------------------------- | ---------------------- | ----- |
| Miles Evans Ian Satterfield | Masculino | Bissette Clercent (LCA) W 2–0 | Diaz González (CUB) L 0–2    | Capogrosso Mehamed (ARG) L 0–2 | 3               | Não avançou             | Henriquez Villafañe (VEN) L 0–2 | Lopez Mora (NCA) W 2–0 | 11    |
| Kelley Larsen Betsi Metter  | Feminino  | Molina Soler (ESA) W 2–0      | Orellana Recinos (GUA) W 2–0 | Galindo (COL) W 2–0            | 1 Q             | Gallay Klug (ARG) L 0–2 | Gómez Nieto (URU) W 2–0         | Galindo (COL) W 2–1    | 5     |

### Quadra
Masculino
Grupo B
|     |                    |     | Jogos | Jogos | Jogos | Pontos | Pontos | Pontos | Sets | Sets | Sets  |
| Pos | Equipe             | Pts | T     | V     | D     | V      | P      | R      | V    | P    | R     |
| --- | ------------------ | --- | ----- | ----- | ----- | ------ | ------ | ------ | ---- | ---- | ----- |
| 1   | CAN Canadá         | 8   | 3     | 3     | 0     | 280    | 249    | 1.124  | 9    | 3    | 3,000 |
| 3   | PUR Porto Rico     | 6   | 3     | 2     | 1     | 268    | 248    | 1.081  | 7    | 4    | 1.750 |
| 2   | USA Estados Unidos | 4   | 3     | 1     | 2     | 295    | 294    | 1.003  | 6    | 7    | 0.857 |
| 4   | MEX México         | 0   | 3     | 0     | 3     | 195    | 247    | 0.789  | 1    | 9    | 0.111 |

| 17 de julho 15:30 Relatório | Estados Unidos | 1 – 3                         | Porto Rico    | Centro de Exposições, Toronto Público: 1 700 Árbitro(s): BRA Luiz Coutinho CRC Marvin Mora |
| 17 de julho 15:30 Relatório | 23 26 20 26 –  | Set 1 Set 2 Set 3 Set 4 Set 5 | 25 24 25 28 – | Centro de Exposições, Toronto Público: 1 700 Árbitro(s): BRA Luiz Coutinho CRC Marvin Mora |

| 19 de julho 21:30 Relatório | Estados Unidos | 3 – 1                         | México     | Centro de Exposições, Toronto Público: 2 700 Árbitro(s): CAN Taras Ilkiw DOM Denny Céspedes |
| 19 de julho 21:30 Relatório | 20 27 25 –     | Set 1 Set 2 Set 3 Set 4 Set 5 | 25 16 17 – | Centro de Exposições, Toronto Público: 2 700 Árbitro(s): CAN Taras Ilkiw DOM Denny Céspedes |

| 21 de julho 19:00 Relatório | Canadá   | 3 – 2                         | Estados Unidos | Centro de Exposições, Toronto Público: 4 500 Árbitro(s): PER Walter Vera COL Misael Galindo |
| 21 de julho 19:00 Relatório | 19 25 15 | Set 1 Set 2 Set 3 Set 4 Set 5 | 25 27 23 16 12 | Centro de Exposições, Toronto Público: 4 500 Árbitro(s): PER Walter Vera COL Misael Galindo |

Quartas de final
| 22 de julho 19:00 Relatório | Argentina | 3 – 0                         | Estados Unidos | Centro de Exposições, Toronto Público: 4 500 Árbitro(s): PUR Miguel Figueroa DOM Yury Romero |
| 22 de julho 19:00 Relatório | 25 –      | Set 1 Set 2 Set 3 Set 4 Set 5 | 16 21 15 –     | Centro de Exposições, Toronto Público: 4 500 Árbitro(s): PUR Miguel Figueroa DOM Yury Romero |

Feminino
Grupo B
|     |                    |     | Jogos | Jogos | Jogos | Pontos | Pontos | Pontos | Sets | Sets | Sets  |
| Pos | Equipe             | Pts | T     | V     | D     | V      | P      | R      | V    | P    | R     |
| --- | ------------------ | --- | ----- | ----- | ----- | ------ | ------ | ------ | ---- | ---- | ----- |
| 1   | BRA Brasil         | 7   | 3     | 3     | 0     | 320    | 273    | 1.172  | 9    | 5    | 1.800 |
| 2   | USA Estados Unidos | 7   | 3     | 2     | 1     | 254    | 200    | 1.270  | 8    | 3    | 2.667 |
| 3   | PUR Porto Rico     | 4   | 3     | 1     | 2     | 232    | 247    | 0.939  | 5    | 6    | 0.833 |
| 4   | PER Peru           | 0   | 3     | 0     | 3     | 164    | 20     | 8.200  | 1    | 6    | 0.167 |

| 16 de julho 21:00 Relatório | Estados Unidos | 3 – 0                         | Peru     | Centro de Exposições, Toronto Público: 3 000 Árbitro(s): PUR Juan Rivera COL Misael Galindo |
| 16 de julho 21:00 Relatório | 25             | Set 1 Set 2 Set 3 Set 4 Set 5 | 15 13 14 | Centro de Exposições, Toronto Público: 3 000 Árbitro(s): PUR Juan Rivera COL Misael Galindo |

| 18 de julho 21:35 Relatório | Estados Unidos | 3 – 0                         | Porto Rico | Centro de Exposições, Toronto Público: 2 000 Árbitro(s): CAN Scott McLean MEX Luis Macías |
| 18 de julho 21:35 Relatório | 25 –           | Set 1 Set 2 Set 3 Set 4 Set 5 | 17 22 14 – | Centro de Exposições, Toronto Público: 2 000 Árbitro(s): CAN Scott McLean MEX Luis Macías |

| 20 de julho 21:00 Relatório | Estados Unidos | 2 – 3                         | Brasil         | Centro de Exposições, Toronto Público: 4 500 Árbitro(s): DOM Yury Ramírez CAN Lourdes Pérez |
| 20 de julho 21:00 Relatório | 25 21 25 22 11 | Set 1 Set 2 Set 3 Set 4 Set 5 | 22 25 18 25 15 | Centro de Exposições, Toronto Público: 4 500 Árbitro(s): DOM Yury Ramírez CAN Lourdes Pérez |

Quartas de final
| 22 de julho 16:20 Relatório | Estados Unidos | 3 – 1                         | Cuba          | Centro de Exposições, Toronto Público: 1 122 Árbitro(s): TTO Brian Charles PER Walter Vera |
| 22 de julho 16:20 Relatório | 25 22 25 –     | Set 1 Set 2 Set 3 Set 4 Set 5 | 18 19 25 18 – | Centro de Exposições, Toronto Público: 1 122 Árbitro(s): TTO Brian Charles PER Walter Vera |

Semifinal
| 23 de julho 22:00 Relatório | República Dominicana | 1 – 3                         | Estados Unidos | Centro de Exposições, Toronto Público: 2 000 Árbitro(s): MEX Luis Macías TTO Brian Charles |
| 23 de julho 22:00 Relatório | 17 25 18 22 –        | Set 1 Set 2 Set 3 Set 4 Set 5 | 25 22 25 –     | Centro de Exposições, Toronto Público: 2 000 Árbitro(s): MEX Luis Macías TTO Brian Charles |

Final
| 25 de julho 20:30 Relatório | Brasil     | 0 – 3                         | Estados Unidos | Centro de Exposições, Toronto Público: 4 900 Árbitro(s): CUB Lourdes Pérez DOM Denny Céspedes |
| 25 de julho 20:30 Relatório | 22 21 26 – | Set 1 Set 2 Set 3 Set 4 Set 5 | 25 28 –        | Centro de Exposições, Toronto Público: 4 900 Árbitro(s): CUB Lourdes Pérez DOM Denny Céspedes |

Legenda
| Recorde mundial                  | Recorde mundial (World record)               |                       | Recorde africano                      | Recorde africano (African) |                                           | Q | Classificado por posição (Qualified) |
| Recorde dos Jogos Pan-Americanos | Recorde pan-americano (Pan-American record)  | Recorde da América    | Recorde da América (Americas)         | q                          | Classificado por melhor tempo (Qualified) |   |                                      |
| Melhor marca do ano              | Melhor marca do ano (World leading)          | Recorde asiático      | Recorde asiático (Asian)              | DNS                        | Não largou (Did not start)                |   |                                      |
| Recorde nacional                 | Recorde nacional (National record)           | Recorde europeu       | Recorde europeu (European)            | DNF                        | Não terminou (Did not finish)             |   |                                      |
| Recorde pessoal                  | Recorde pessoal do atleta (Personal best)    | Recorde da Oceania    | Recorde da Oceania (Oceania)          | DSQ / DQ                   | Desclassificado (Disqualified)            |   |                                      |
| Recorde da temporada             | Recorde da temporada do atleta (Season best) | Recorde sul-americano | Recorde sul-americano (South America) | NM                         | Sem marca (No mark)                       |   |                                      |